# 7. Mai
Der 7. Mai ist der 127. Tag des gregorianischen Kalenders (der 128. in Schaltjahren), somit bleiben 238 Tage bis zum Jahresende.

## Ereignisse

### Politik und Weltgeschehen

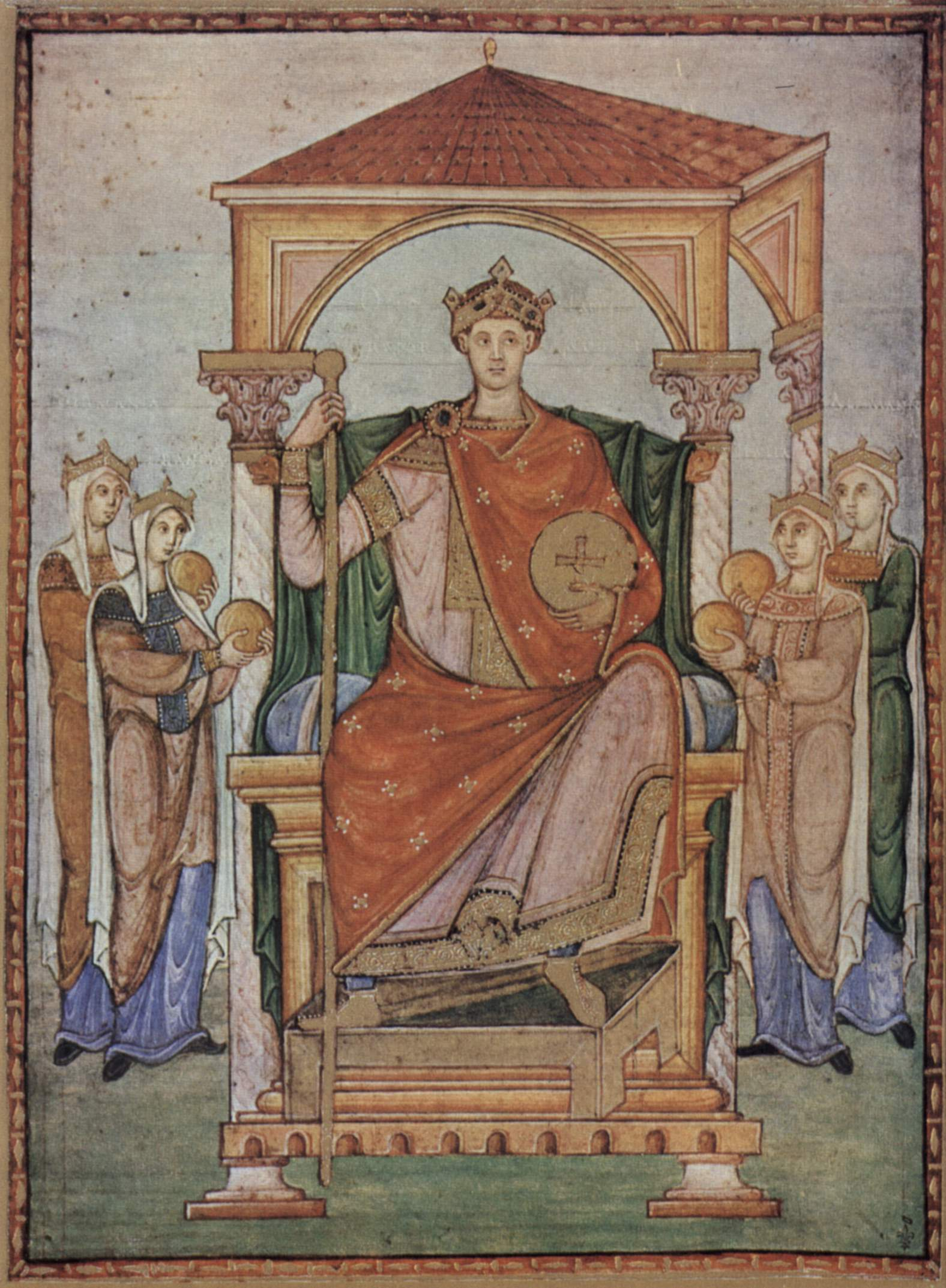
973: Otto II.

- 0973: Otto II., Mitkaiser seit 967, wird nach dem Tod seines Vaters Otto I. alleiniger Kaiser des Heiligen Römischen Reiches.

1104: Schlacht von Harran

- 1104: In der Schlacht von Harran bezwingen die Seldschuken ein vereintes Kreuzritterheer aus dem Fürstentum Antiochia und der Grafschaft Edessa. Es ist die erste größere Schlacht gegen die während des Ersten Kreuzzugs neu gegründeten Staaten.
- 1189: Eine Siedlung am westlichen Alsterufer, welche zuvor von Graf Adolf III. von Schauenburg und Holstein gegründet worden ist, erhält durch einen angeblichen kaiserlichen Freibrief Friedrich Barbarossas weitgehende handels- und stadtrechtliche Privilegien. Dieses Diplom gilt als Gründungsurkunde Hamburgs.
- 1190: Im von Friedrich Barbarossa geführten Dritten Kreuzzug besiegt eine Vorhut der Kreuzfahrer unter Friedrich VI. von Schwaben ein Heer der Rum-Seldschuken in der Schlacht bei Philomelion.
- 1241: König Wenzel von Böhmen unterzeichnet auf dem Königstein die Oberlausitzer Grenzurkunde, mit der die Grenzen zwischen der zum Königreich Böhmen gehörenden Oberlausitz und den Besitzungen des Bischofs von Meißen definiert werden. Viele der Oberlausitzer Orte, die im Zuge des hochmittelalterlichen Landesausbaus gegründet worden sind, werden hier erstmals schriftlich erwähnt.
- 1379: Die Seeschlacht bei Pola entscheiden die Genueser nach anfänglichen Erfolgen der Venezianer für sich. Beide Seerepubliken kämpfen während des Chioggia-Krieges um die Vorherrschaft im östlichen Mittelmeer.

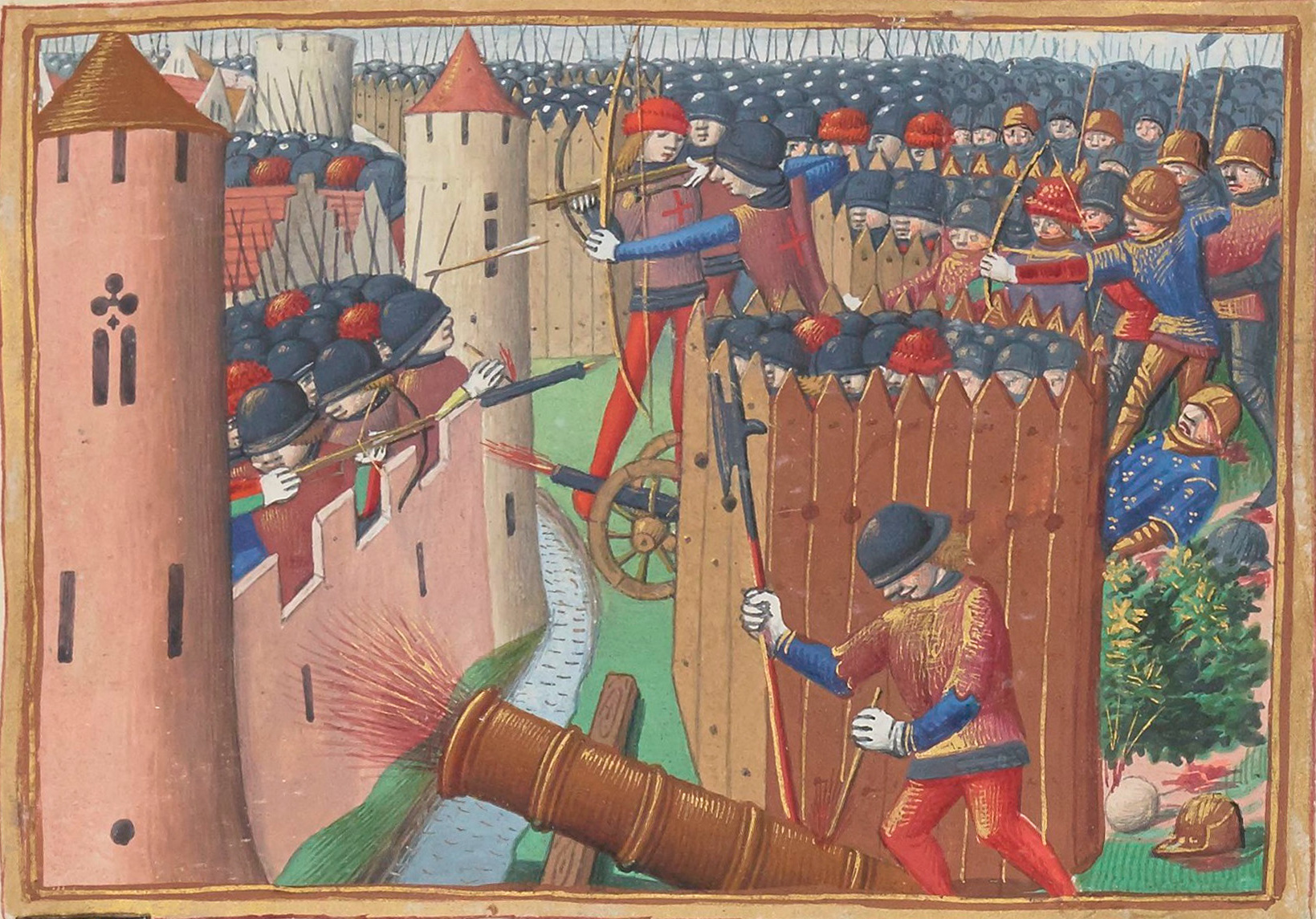
1429: Belagerung von Orléans

- 1429: Während der Belagerung von Orléans im Hundertjährigen Krieg gelingt den Franzosen unter Étienne de Vignolles in Anwesenheit von Jeanne d’Arc die Eroberung der letzten von den Engländern gehaltenen Festung Les Tourelles.
- 1520: Mit dem Neubrandenburger Hausvertrag wird die Teilung Mecklenburgs in Mecklenburg-Güstrow unter Albrecht VII. und Mecklenburg-Schwerin unter Heinrich V. festgelegt. Das Herzogtum Mecklenburg wird aber immer noch als einheitliches Ganzes gesehen.

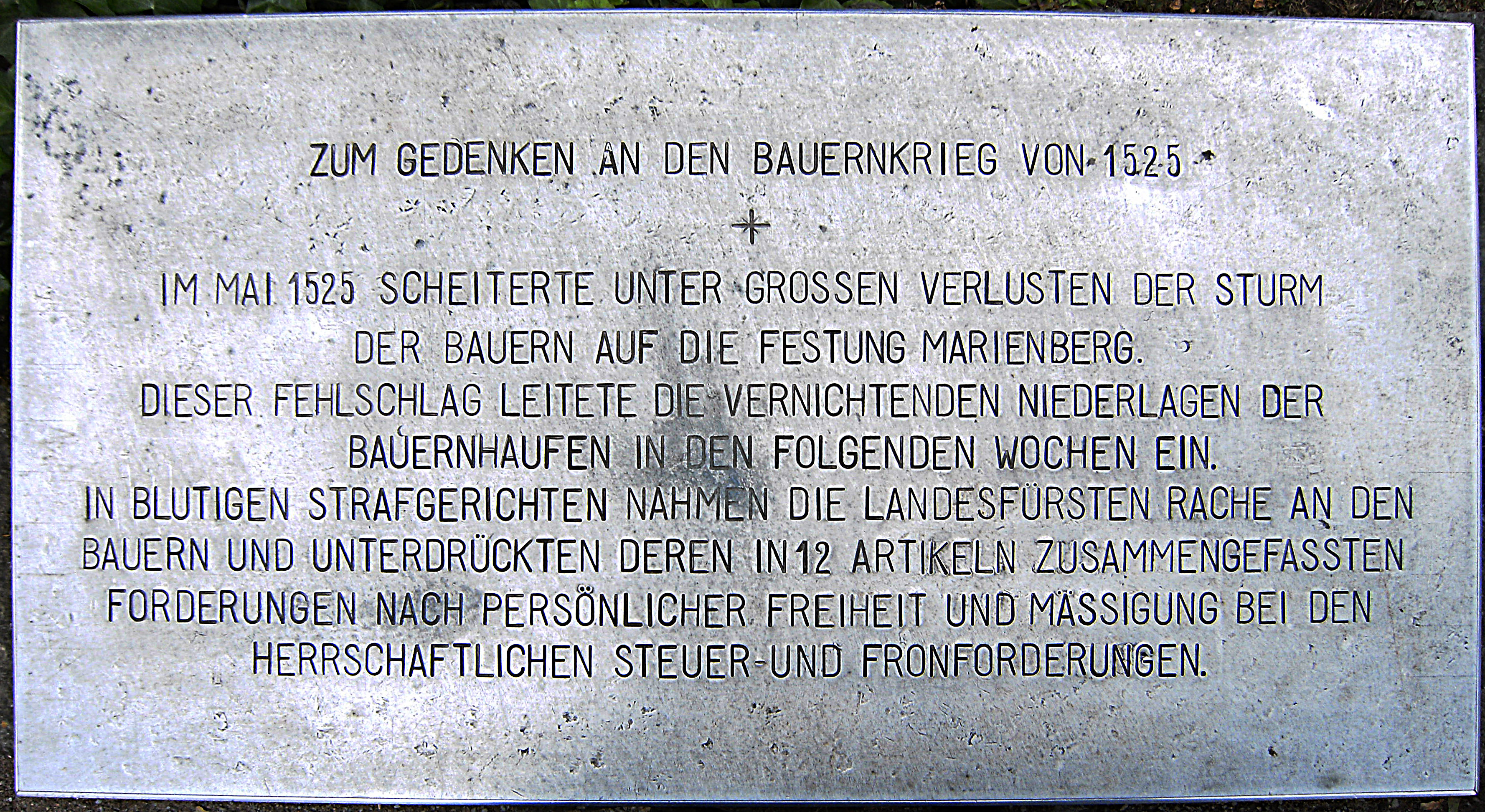
1525: Gedenktafel in der Festung Marienberg

- 1525: Im Deutschen Bauernkrieg nehmen Aufständische unter der Leitung von Götz von Berlichingen die Stadt Würzburg ein, die Festung Marienberg widersteht dem Landvolk.
- 1621: Kaiserliche Truppen unter Charles Bonaventure de Longueval nehmen die von Einheiten des Siebenbürger Fürsten Gabriel Bethlen gehaltene Stadt Pressburg in der Zeit des Dreißigjährigen Kriegs ein.
- 1718: Der französische Kolonist Jean-Baptiste Le Moyne de Bienville gründet am Mississippi eine Stadt und benennt sie zu Ehren von Philippe II. de Bourbon, duc d’Orléans, La Nouvelle-Orléans, das heutige New Orleans.

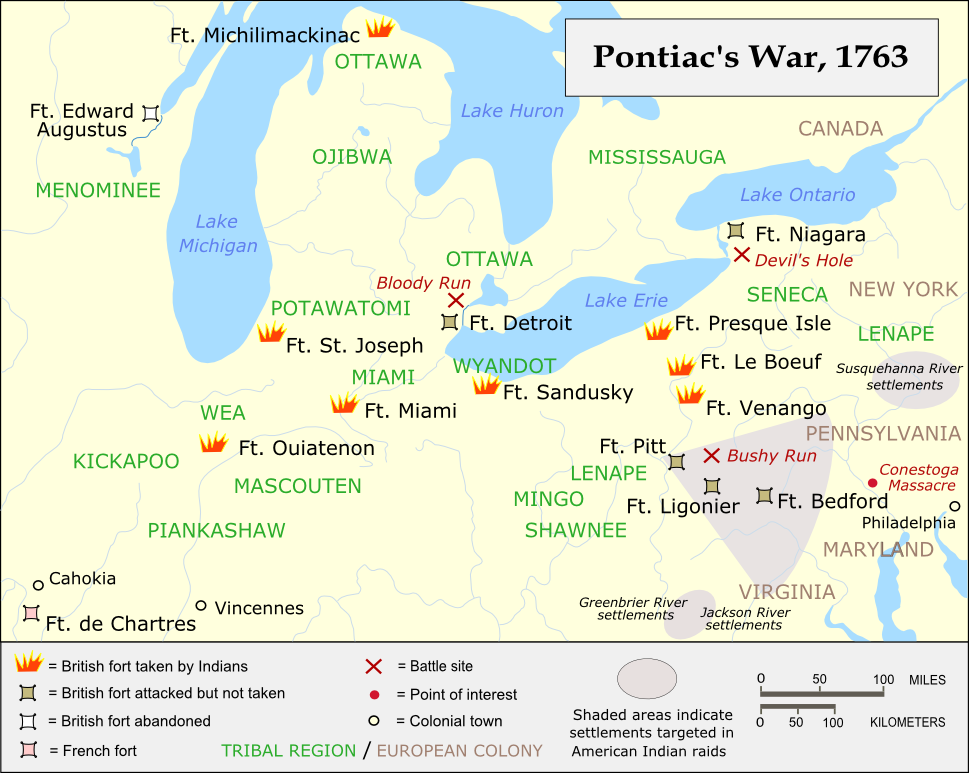
1763: Pontiac-Aufstand 1763

- 1763: Mit einem erfolglosen Angriff auf Fort Detroit beginnt der Pontiac-Aufstand, eine große Revolte mehrerer Indianerstämme unter Ottawa-Häuptling Pontiac gegen die britische Kolonialherrschaft an den Großen Seen.
- 1800: US-Präsident John Adams unterzeichnet ein Gesetz, mit dem aus einem Teil des Nordwestterritoriums das Indiana-Territorium als Hoheitsgebiet der Vereinigten Staaten hervorgeht. Das Gesetz tritt am 4. Juli in Kraft.

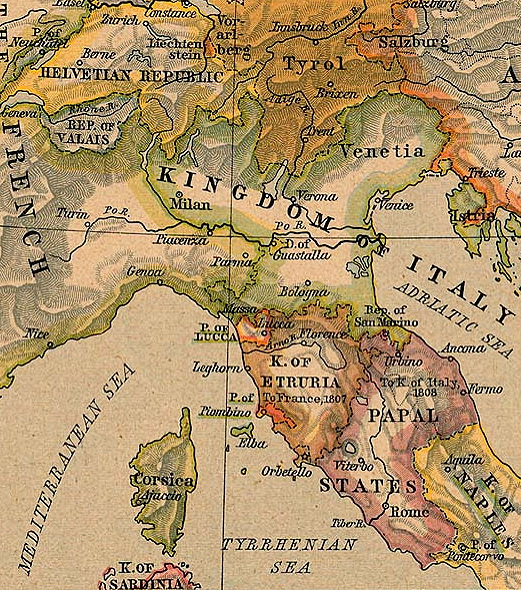
1809: Der Kirchenstaat

- 1809: Der französische Kaiser Napoleon Bonaparte behauptet in Wien, Papst Pius VII. habe als weltlicher Herrscher aufgehört zu regieren, und annektiert damit den Kirchenstaat.

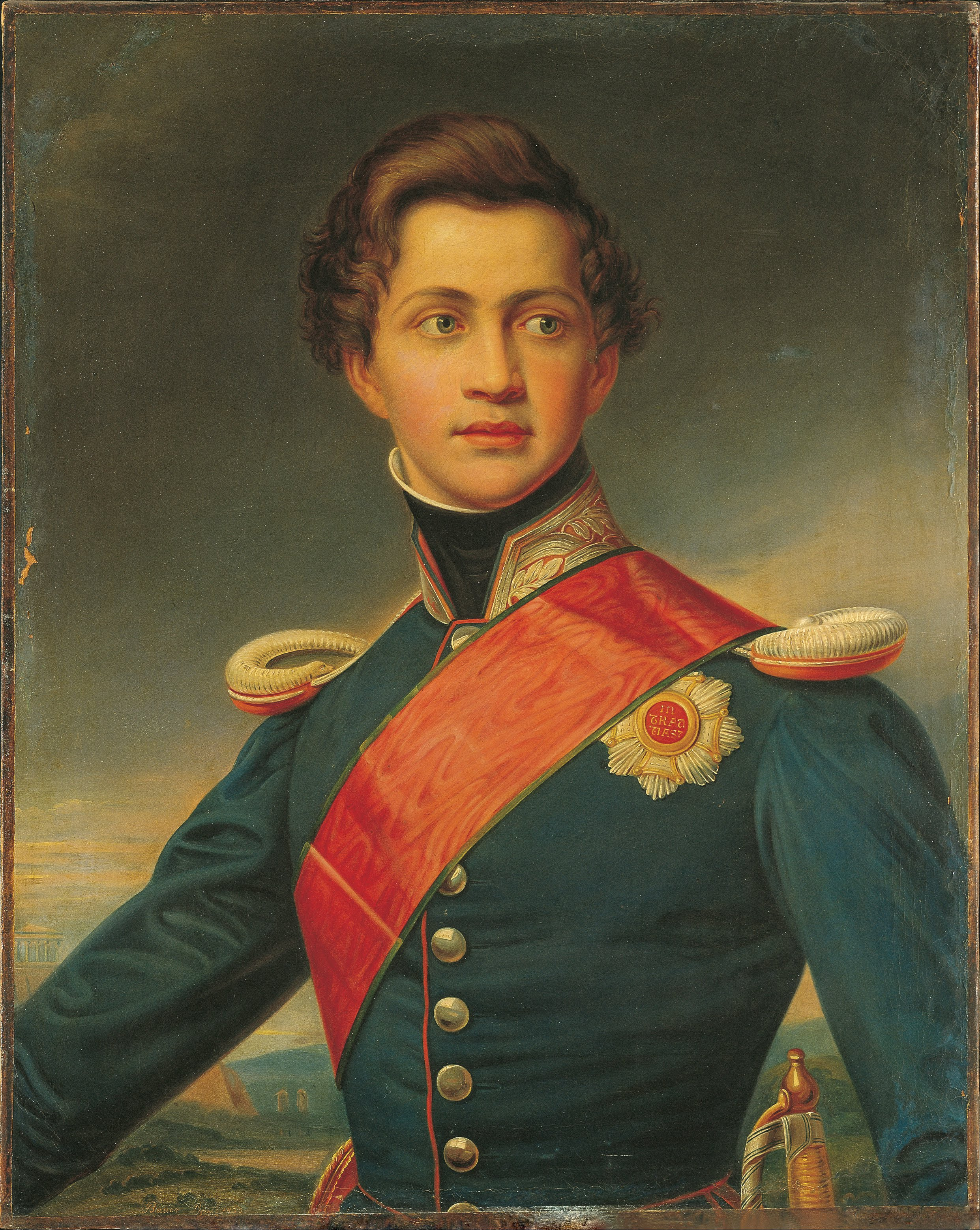
1832: Otto, König von Griechenland

- 1832: Auf der Londoner Konferenz einigen sich Großbritannien, Frankreich und Russland, das mit dem Londoner Protokoll von 1830 im Februar neu geschaffene Griechenland als unabhängiges Königreich zu gestalten und sind mit Otto von Wittelsbach als dessen künftigem Herrscher unter der Bedingung einverstanden, dass es nicht zu einer Vereinigung mit dem Königreich Bayern kommen darf. Für seinen Gebietsverlust wird das Osmanische Reich finanziell entschädigt.
- 1857: 85 indische Angehörige (Sepoys) der britischen Garnison in Merath, Britisch-Indien, weigern sich, das neue Enfield-Gewehr zu verwenden, bei deren Patronen gerüchteweise Rindertalg und Schweineschmalz verarbeitet worden ist. Ihre harsche Bestrafung zwei Tage später führt zum Sepoy-Aufstand, der bis 1858 dauern wird.

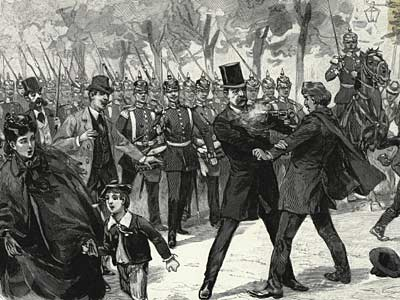
1866: Das Attentat auf Otto von Bismarck

- 1866: Ferdinand Cohen-Blind verübt auf der Straße Unter den Linden in Berlin ein Attentat auf Otto von Bismarck, um den drohenden Bruderkrieg gegen Österreich abzuwenden. Bismarck wird kaum verletzt und entwaffnet den Attentäter anschließend selbst. Dieser begeht in der Nacht im Polizeigewahrsam Selbstmord.
- 1867: In London beginnt die zweite Londoner Konferenz unter der Teilnahme von Vertretern der Großmächte Großbritannien, Frankreich, Preußen und Russland. Ziel ist es, die Luxemburgkrise zwischen dem französischen Kaiser Napoleon III. und dem preußischen Kanzler Otto von Bismarck beizulegen.
- 1875: Der japanische Gesandte Enomoto Takeaki schließt mit der russischen Regierung den Vertrag von Sankt Petersburg: Die Insel Sachalin wird vollständig russisches Staatsgebiet. Im Gegenzug erhält Japan alle Kurilen-Inseln nördlich der 1855 im Vertrag von Shimoda ausgehandelten Grenze.
- 1915: Bei der Versenkung des britischen Passagier- und Frachtschiffs Lusitania durch das deutsche U-Boot U-20 vor der Küste Irlands sterben 1195 Menschen. Da sich 128 US-amerikanische Staatsangehörige unter den Todesopfern befinden, kommt es zu einer diplomatischen Krise zwischen dem Deutschen Reich und den Vereinigten Staaten.

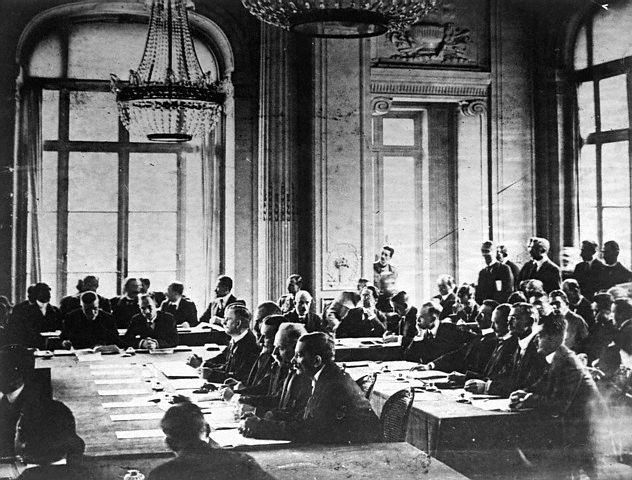
1918: Delegierte bei der Verhandlung

- 1918: Die Mittelmächte diktieren Rumänien unter dem neuen Ministerpräsidenten Alexandru Marghiloman im Ersten Weltkrieg den Frieden von Bukarest. Das mit der Triple Entente verbündete Land muss aus dem Ersten Weltkrieg ausscheiden und Gebietsabtretungen in Kauf nehmen: ein Großteil der Dobrudscha geht an Bulgarien und einige Gebirgsregionen an Österreich-Ungarn. Im Gegenzug endet die deutsche Besetzung des Landes.
- 1919: In Versailles erhält die deutsche Delegation den Entwurf des Friedensvertrages der Alliierten zur Beendigung des Ersten Weltkriegs ausgehändigt. Die quasi unabänderbaren Vertragsbedingungen bewirken im Juni den geschlossenen Rücktritt des Kabinetts Scheidemann.
- 1942: Südlich der Salomonen beginnt die zweitägige Schlacht im Korallenmeer im Pazifikkrieg. Sie ist die erste einer Reihe von sogenannten Trägerschlachten, bei denen sich japanische und alliierte See-Einheiten gegenüberstehen.

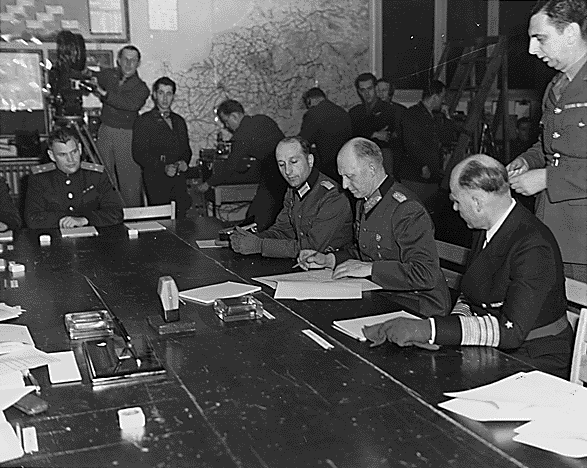
1945: Unterzeichnung der bedingungslosen Kapitulation

- 1945: Im operativen Hauptquartier der SHAEF in Reims unterzeichnet Generaloberst Jodl, Chef des Wehrmachtführungsstabes, die bedingungslose Gesamtkapitulation der deutschen Wehrmacht mit Wirkung zum 8. Mai, 23:01 Uhr mitteleuropäischer Zeit.

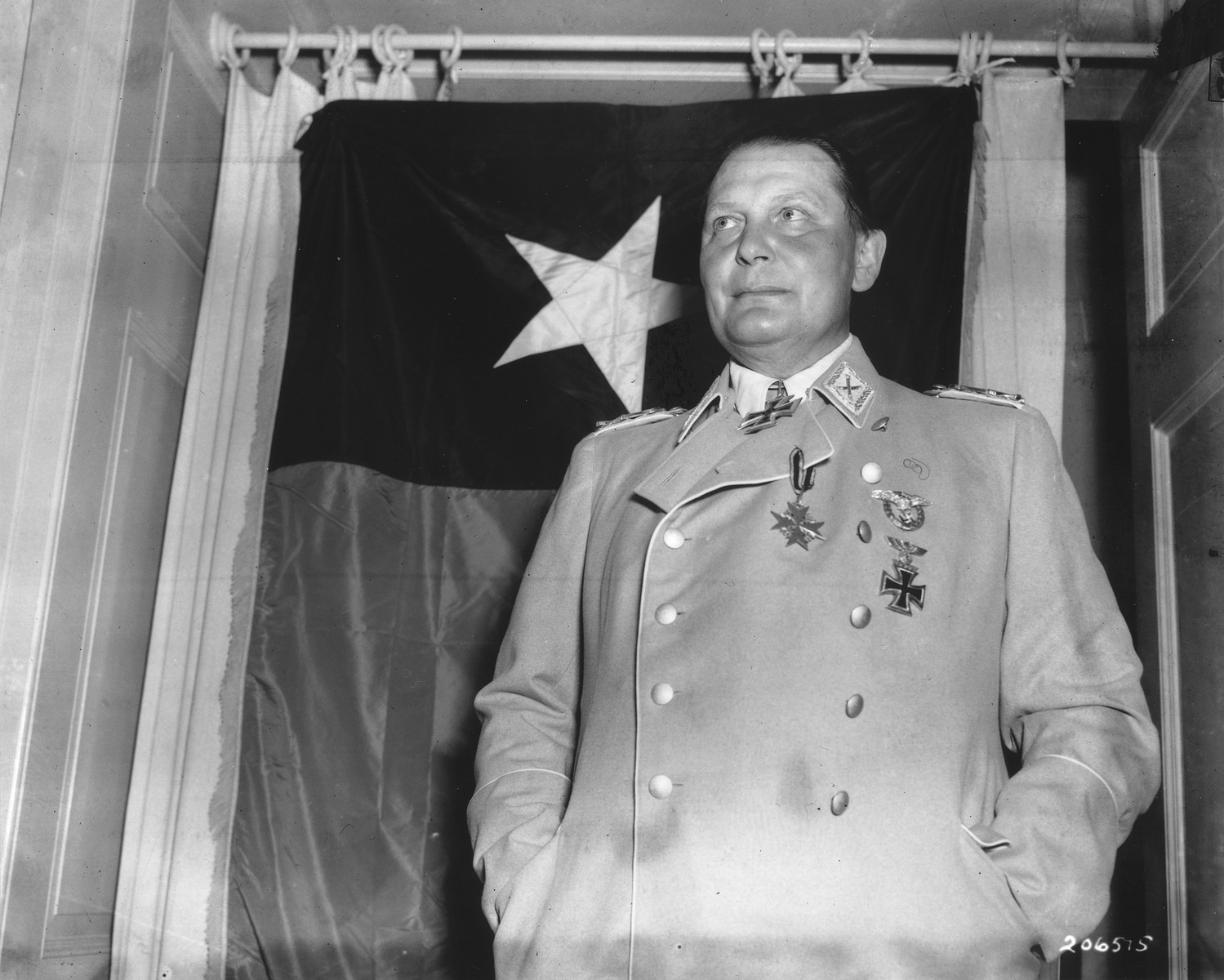
1945: Göring kurz nach seiner Festnahme

- 1945: Der entmachtete deutsche Reichsmarschall Hermann Göring begibt sich auf der Flucht vor der Roten Armee am Ende des Zweiten Weltkriegs im Salzburger Pinzgau in die Gefangenschaft der 7. US-Armee.
- 1953: In der DDR wird der im März gestorbene sowjetische Machthaber Josef Stalin mit der Benennung von Stalinstadt geehrt. Nach der Entstalinisierung erhält der Ort im Jahr 1961 den Namen Eisenhüttenstadt.

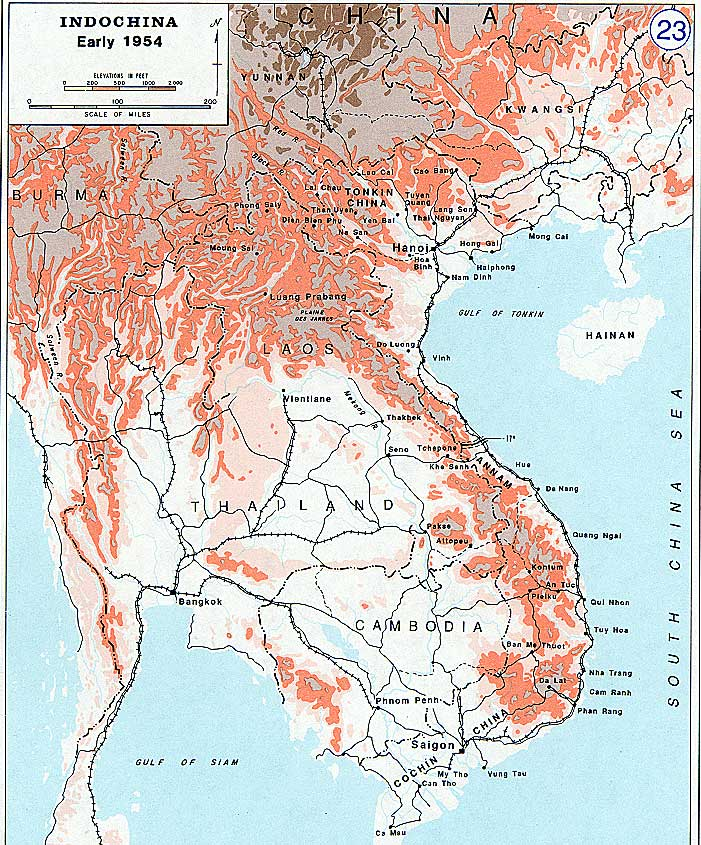
1954: Indochina

- 1954: Die Kapitulation der französischen Garnison Điện Biên Phủ unter Christian Marie de Castries besiegelt die Niederlage der französischen Truppen gegen die Việt Minh unter Võ Nguyên Giáp in der Schlacht um Điện Biên Phủ und leitet das Ende des Indochinakriegs ein.
- 1984: Peter-Jürgen Boock, Ex-Mitglied der Rote Armee Fraktion, wird in Stuttgart-Stammheim – unter anderem wegen seiner Beteiligung an der Entführung und Ermordung von Hanns Martin Schleyer – zu dreimal lebenslang zuzüglich 15 Jahren Haft verurteilt.
- 1989: In der DDR finden Kommunalwahlen statt. Bürgerrechtler können Wahlfälschung nachweisen, der Protest gegen die manipulierten Wahlen ist ein wichtiger Auslöser für die Ereignisse im Herbst 1989.
- 1994: Das Berlin/Bonn-Gesetz tritt in Kraft. Es regelt unter anderem den Umzug von Parlament und Teilen der Regierung von Bonn nach Berlin sowie den Umzug von Bundesbehörden und anderer Bundeseinrichtungen in die Bundesstadt Bonn.

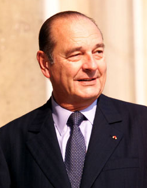
1995: Jacques Chirac

- 1995: Im zweiten Wahlgang der Wahlen zum französischen Staatspräsidenten gewinnt mit 52,64 % der abgegebenen Stimmen Jacques Chirac vom Rassemblement pour la République (RPR) gegen den Sozialisten Lionel Jospin.
- 1997: Stuart Eizenstat veröffentlicht einen nach ihm benannten Bericht über die Geschäfte der Schweiz mit dem Deutschen Reich in der Zeit des Nationalsozialismus.[1]
- 1998: In einem Referendum in London stimmt eine Mehrheit für die Einrichtung einer Greater London Authority bestehend aus einer Abgeordnetenversammlung und eines Bürgermeisters für die Region Greater London.
- 1999: Der deutsche Bundestag beschließt die „doppelte Staatsbürgerschaft“: Kinder ausländischer Eltern müssen sich bis zum 23. Geburtstag für eine Staatsangehörigkeit entscheiden.
- 1999: Während des Kosovokrieges wird die chinesische Botschaft in Belgrad von NATO-Bomben getroffen. Vier Menschen sterben, etwa 20 werden verletzt.
- 1999: Nach knapp einjährigem Bürgerkrieg übernimmt der Anführer der Rebellenarmee, Ansumané Mané, das Amt des Staatspräsidenten von Guinea-Bissau von dem gestürzten João Bernardo Vieira, übergibt das Amt jedoch schon sieben Tage später an Malam Bacai Sanhá.
- 2004: Überraschend schnell beschlossene Verfassungsänderungen in der Türkei sollen die Chancen für Verhandlungen bezüglich eines späteren EU-Beitritts erhöhen. Unter anderem wird damit die Todesstrafe in allen Fällen abgeschafft.

2009: Die „Östliche Partnerschaft“

- 2009: Die Europäische Union besiegelt auf der Gründungsversammlung in Prag eine „Östliche Partnerschaft“ mit den Staaten Armenien, Aserbaidschan, Belarus, Georgien, Moldawien und Ukraine.
- 2012: Victor Ponta (PSD) wird zum Ministerpräsidenten von Rumänien gewählt.
- 2025: An den deutschen Grenzen werden von nun an auch Asylsuchende grundsätzlich zurückgewiesen.[2] Ausnahmen gelten für Kinder, Schwangere und vulnerable Gruppen wie Behinderte oder Schwerstkranke.

### Wirtschaft
- 1259: Der Kölner Erzbischof Konrad von Hochstaden verleiht der Stadt Köln das Stapelrecht. Alle Waren müssen nunmehr den städtischen Bürgern drei Tage lang angeboten werden, auch die auf dem Rhein transportierten. Der Mülheimer Hafen profitiert in der Folge vom Umgehen dieser Pflicht.

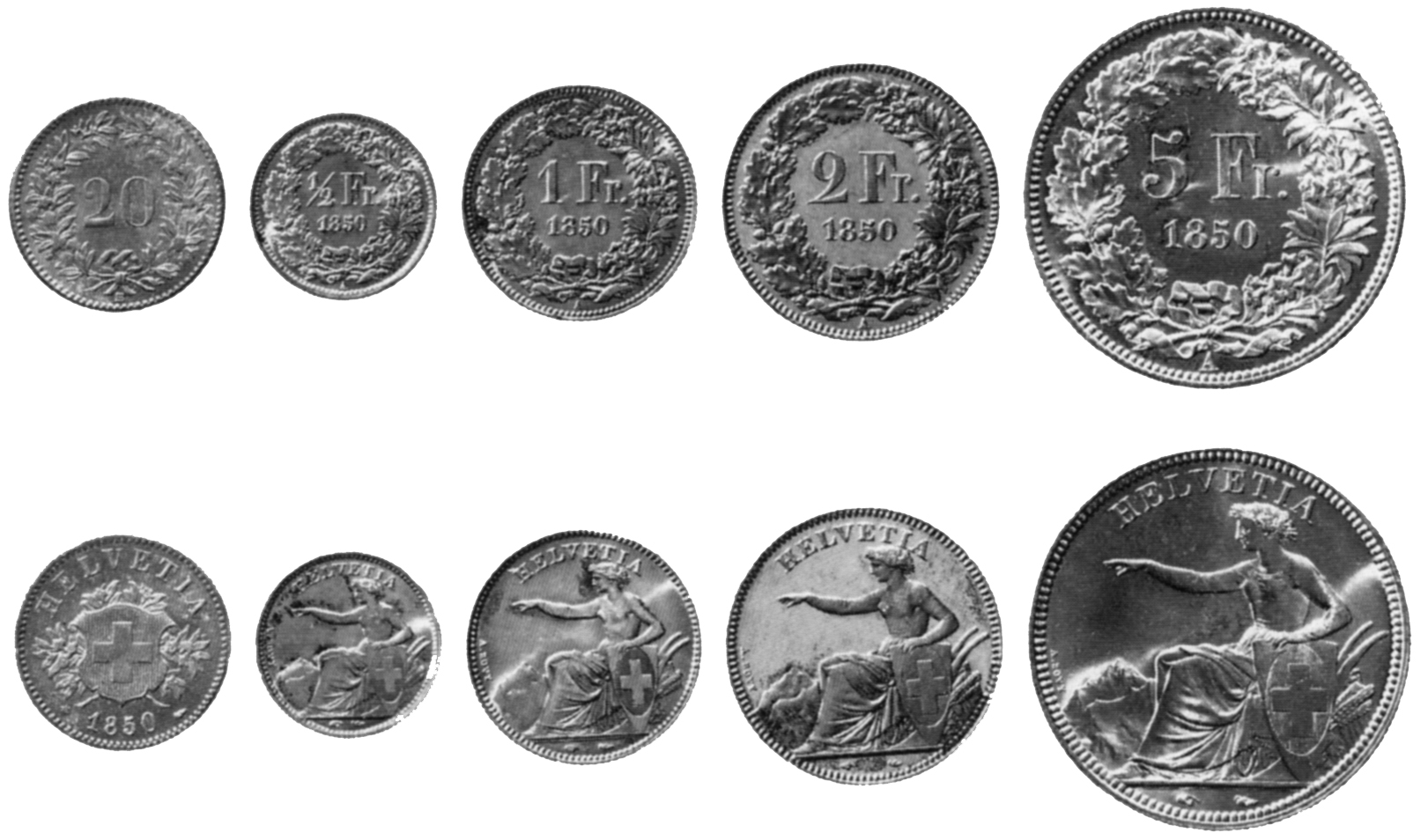
1850: Die ersten Schweizer Franken

- 1850: Die Schweizer Bundesversammlung erlässt das erste Eidgenössische Münzgesetz, wonach der Franken, eingeteilt in 100 Rappen, zur Einheitswährung in der Schweiz wird.
- 1857: In Stuttgart gründen Ernst Staengel und Karl Ziller eine Kakao- und Schokoladenfabrik, die Waren unter dem Markennamen Eszet herstellt.
- 1927: Der Deutsche Otto Ernst Meyer gründet die brasilianische Fluggesellschaft Varig, die ab dem 15. Juni mit einer Dornier Wal national, ab August auch international fliegt.
- 1946: In Tokio gründen Morita Akio und Ibuka Masaru das Kommunikationsindustrieunternehmen Tōkyō Tsūshin Kōgyō Kabushiki-gaisha, das ab 1958 unter dem Namen Sony weltbekannt wird.

1998: Logo der DaimlerChrysler AG

- 1998: Daimler-Benz AG und Chrysler Corporation, vertreten durch Jürgen Schrempp und Robert Eaton, geben ihre Fusion zu DaimlerChrysler bekannt.

### Wissenschaft und Technik
- 0558: Die sehr flache Kuppel der Hagia Sophia stürzt bei einem Erdbeben in Konstantinopel ein. Sie wird in den folgenden Jahren wieder aufgebaut.
- 1765: Die Victory, später das Flaggschiff des Admirals Horatio Nelson in der Schlacht von Trafalgar, läuft vom Stapel.
- 1895: Geschichte des Hörfunks: Der russische Physiker Alexander Popow schildert den Empfang elektrischer Schwingungen von Blitzen und zeigt ein geeignetes Detektionsgerät. Die Sowjetunion erklärt daher ab 1945 den 7. Mai zum Tag des Radios.

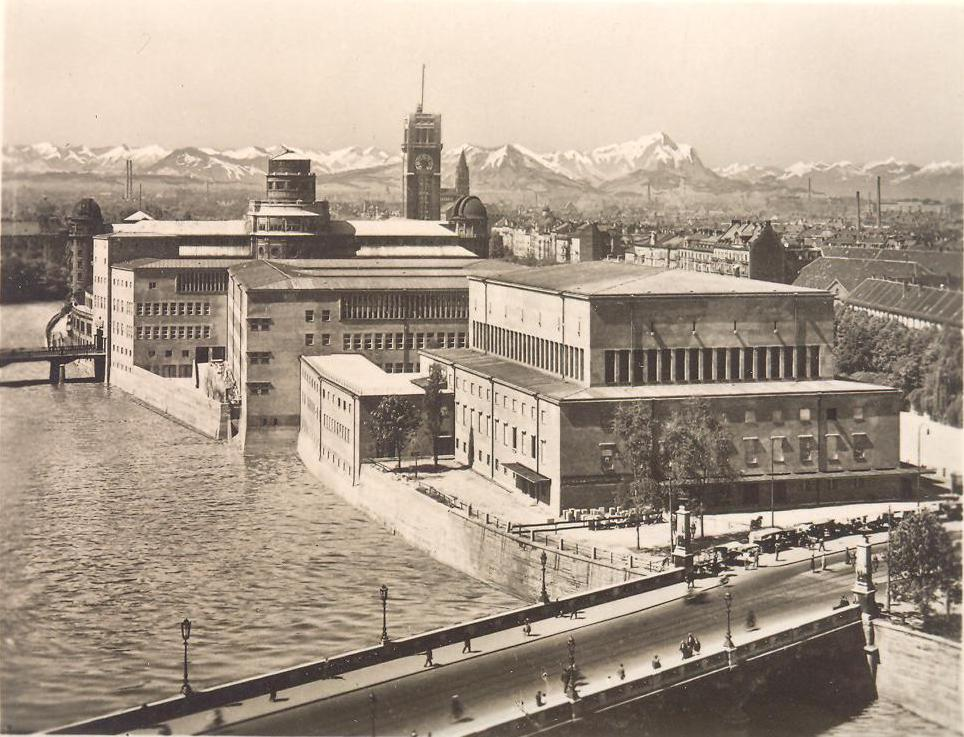
1925: Das Deutsche Museum

- 1925: Mit einem großen Fest wird das Deutsche Museum auf der Kohleninsel in München eröffnet, die aus diesem Grund den Namen Museumsinsel erhält. Gerhart Hauptmann hat eigens für den Anlass das Stück Festaktus zur Eröffnung des Deutschen Museums in München verfasst.
- 1963: Der zivilen Zwecken dienende Kommunikationssatellit Telstar 2 wird mit einer Delta-B-Trägerrakete in eine Umlaufbahn geschossen. Er ersetzt den außer Funktion geratenen Raumflugkörper Telstar 1.
- 1964: Bei einer Raketenvorführung durch Gerhard Zucker zum Zwecke der Postbeförderung auf dem Hasselkopf in Braunlage gibt es einen Unfall, der drei Personen das Leben kostet. Dieser Unfall ist willkommener Anlass, die davon unabhängigen Raketenversuche der Hermann-Oberth-Gesellschaft und der Berthold Seliger Forschungs- und Entwicklungsgesellschaft mbH zu verbieten, da man fürchtet, dass diese Gesellschaften unter ziviler Tarnung Militärtechnologie entwickeln könnten.

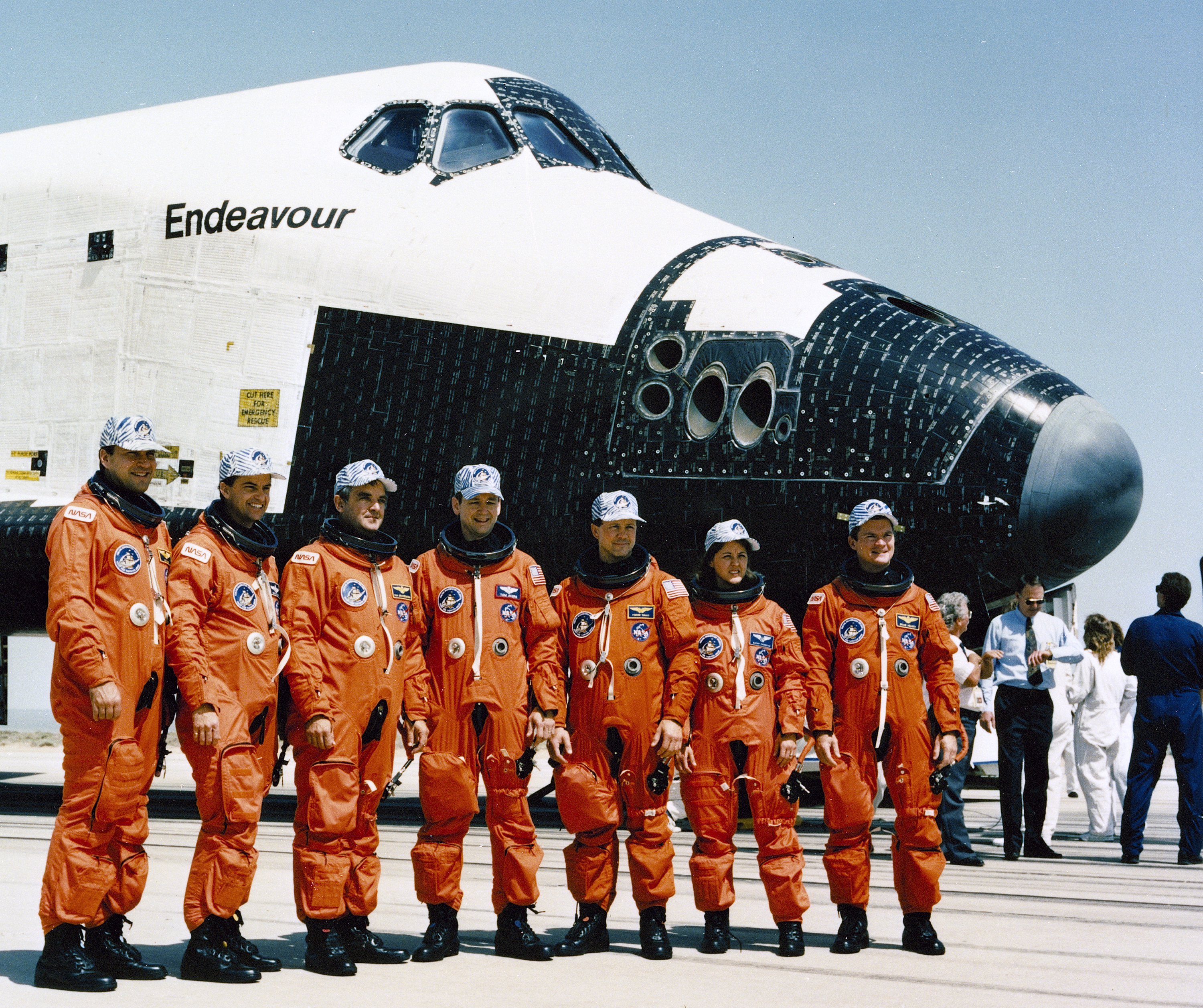
1992: Die Crew von STS-49 vor ihrem Flug

- 1992: Die US-amerikanische Raumfähre Endeavour startet vom Weltraumbahnhof Cape Canaveral zu ihrem Jungfernflug, der Space-Shuttle-Mission STS-49.

### Kultur
- 1776: In Berlin findet die Uraufführung des Singspiels Der Barbier von Sevilla von Friedrich Ludwig Benda nach dem Theaterstück Le Barbier de Séville von Pierre Augustin Caron de Beaumarchais statt. Das Libretto stammt von Gustav Friedrich Großmann.
- 1791: Mit August Wilhelm Ifflands Schauspiel Die Jäger wird das von Großherzog Carl August gegründete Weimarer Hoftheater im Komödienhaus von Johann Wolfgang von Goethe eröffnet.

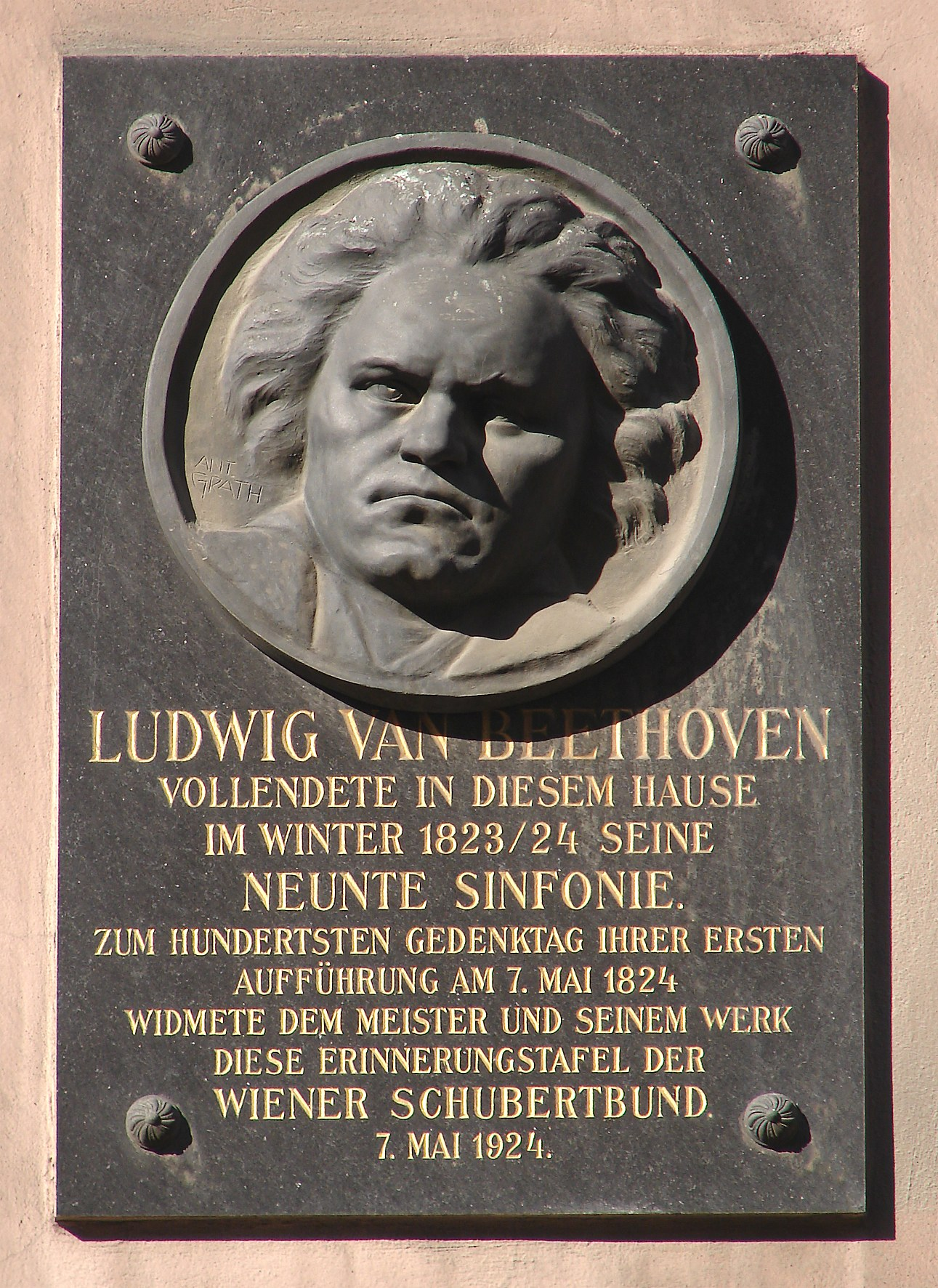
1824: Gedenktafel zur Uraufführung

- 1824: Der völlig ertaubte Ludwig van Beethoven dirigiert gemeinsam mit Michael Umlauf im Theater am Kärntnertor in Wien die Uraufführung seiner 9. Sinfonie. Die Gesangsparts werden von Henriette Sontag (Sopran), Caroline Unger (Alt), Anton Haizinger (Tenor) und Joseph Seipelt (Bariton) dargeboten. Das Werk ruft frenetischen Jubel beim Publikum hervor.

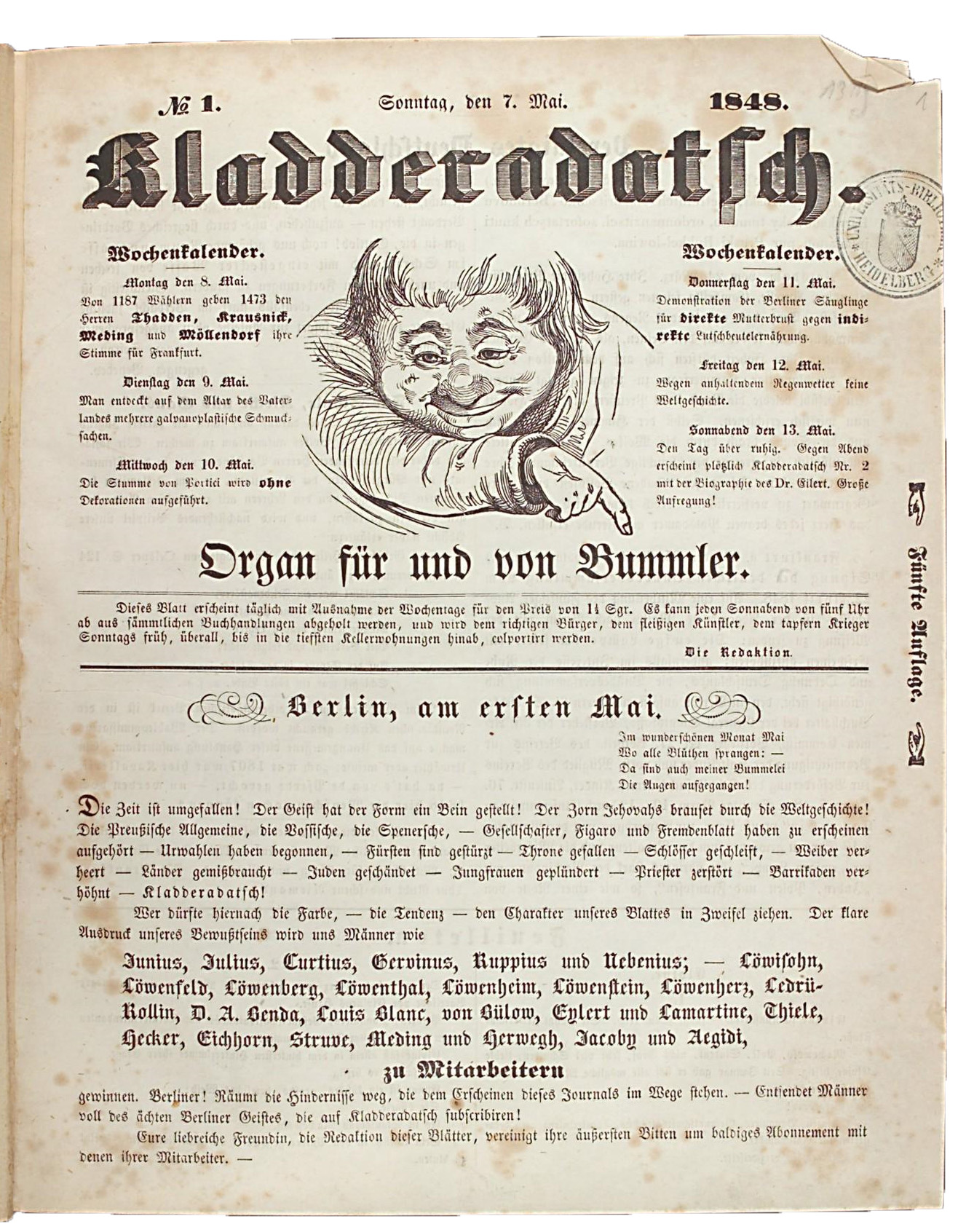
1848: Erste Ausgabe des Kladderadatsch

- 1848: Das nationale Satireblatt Kladderadatsch von Heinrich Albert Hofmann und David Kalisch erscheint in Berlin erstmals. Die Auflage von 4000 Stück ist noch am gleichen Tag vergriffen.
- 1860: Die bereits 1841 entstandene komische Oper Rita ou Le mari battu von Gaetano Donizetti wird postum an der Opéra-Comique in Paris uraufgeführt. Das im Original französische Libretto stammt von Gustave Vaëz. Die Titelrolle wird von Caroline Lefèbvre Faure gesungen.

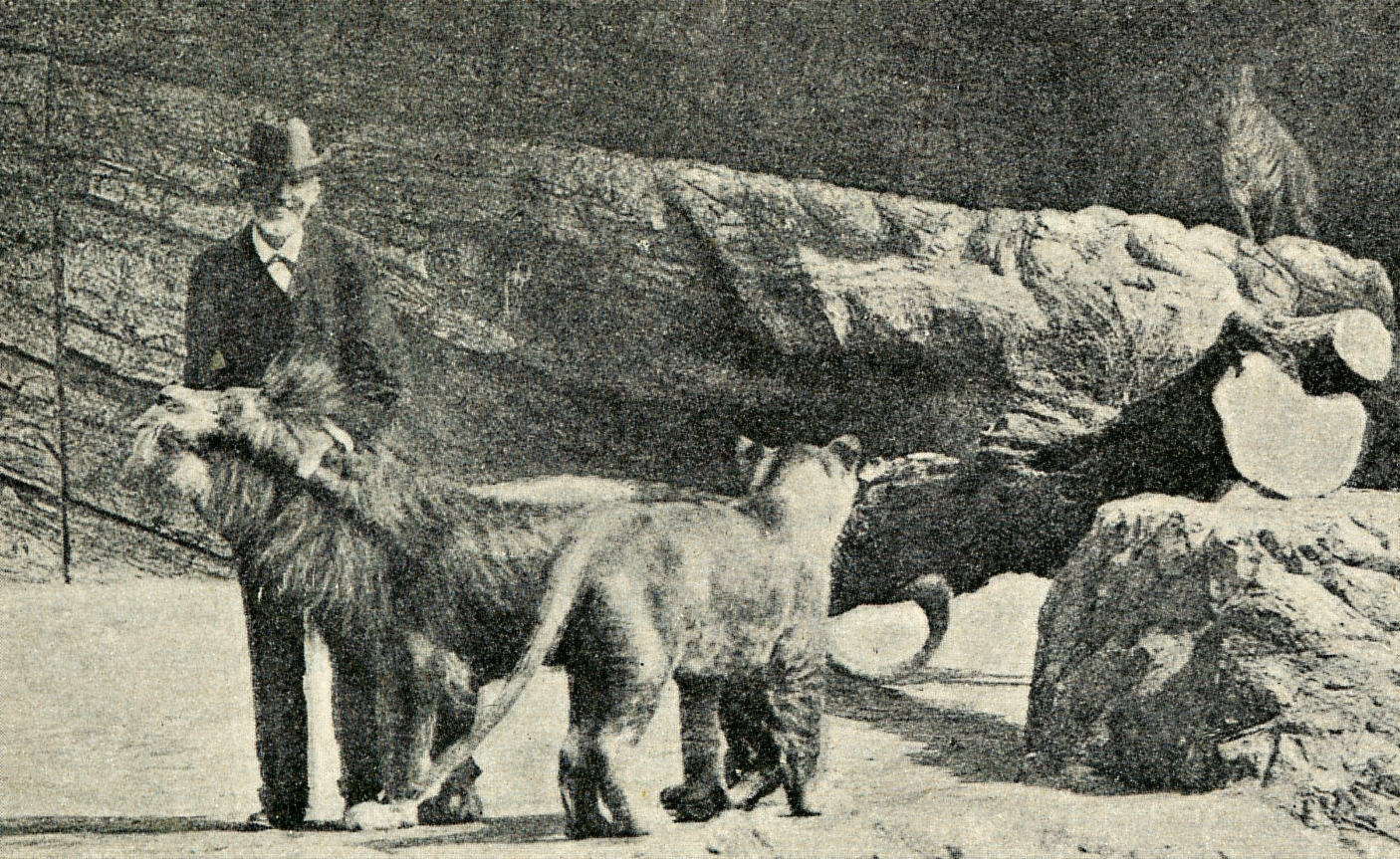
1907: Carl Hagenbeck

- 1907: Carl Hagenbeck eröffnet in Hamburg einen Zoo, in dem erstmals wilde Tiere im Freiland gehalten werden. Der Verzicht auf Käfige im Tierpark Hagenbeck wird zum Vorbild für weitere Zoos.
- 1926: Die Uraufführung der Oper Les Malheurs d’Orphée von Darius Milhaud erfolgt am Théâtre de la Monnaie in Brüssel.
- 1949: Hans Werner Henzes Oper für Schauspieler Das Wundertheater wird im Theater der Stadt Heidelberg uraufgeführt. Das Libretto stammt von Adolf Friedrich von Schack nach einem Text von Miguel de Cervantes.
- 1953: Am Shubert Theatre am Broadway in New York erfolgt die Uraufführung des Musicals Can-Can von Cole Porter.

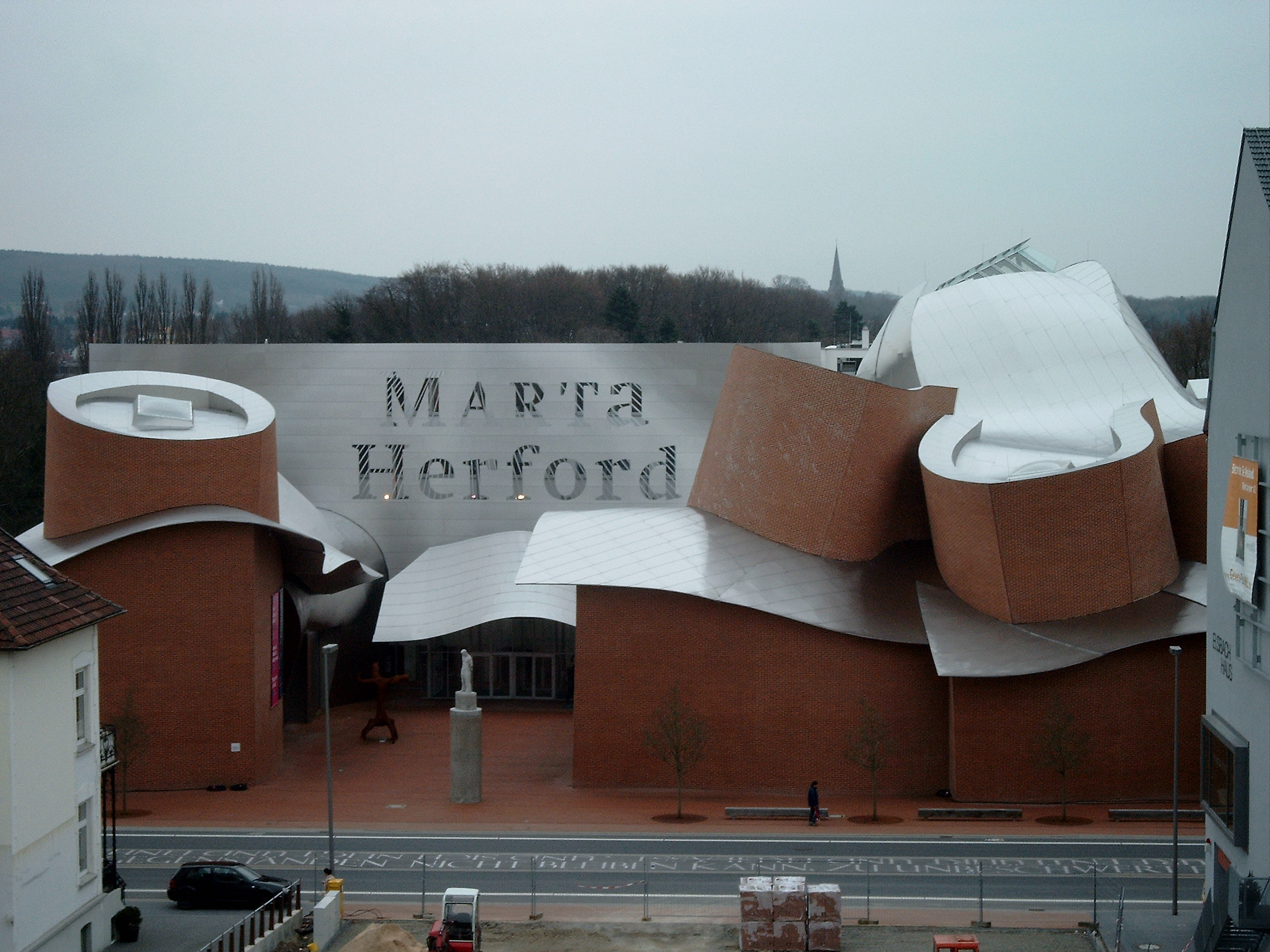
2005: Das Marta Herford

- 2005: In Herford wird das vom Architekten Frank Gehry entworfene Museum für zeitgenössische Kunst und Design Marta Herford eröffnet. Künstlerischer Direktor ist der belgische Kurator Jan Hoet.

### Gesellschaft

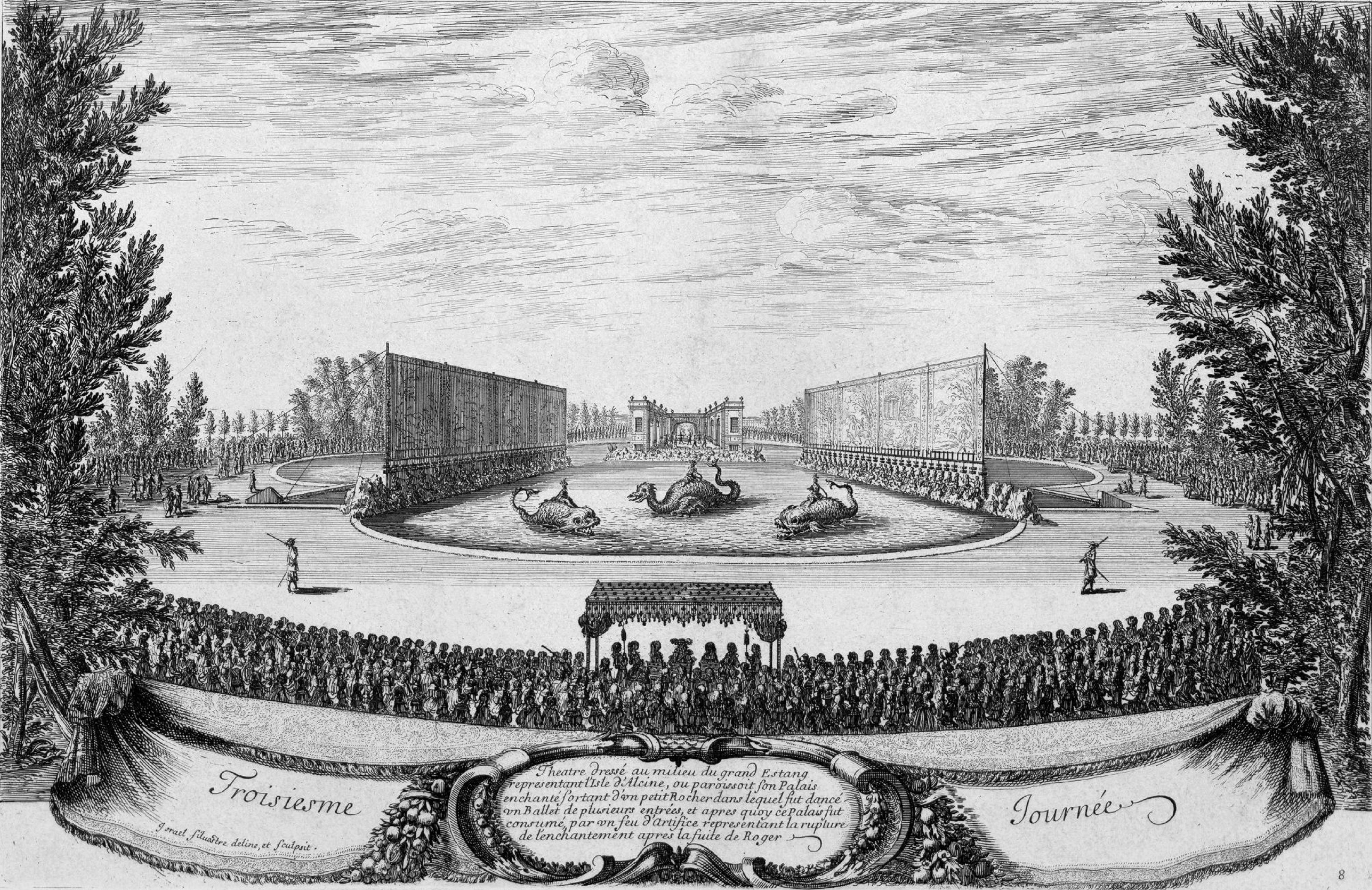
1664: Fest in Versailles

- 1664: Im Schloss Versailles beginnt das erste große mehrtägige Fest Ludwigs XIV. mit seinem Hof, das bis zum 14. Mai dauern wird.
- 2001: Ronald Biggs, der am Postzugraub von 1963 beteiligt war, kehrt nach Großbritannien zurück und stellt sich den Behörden.

### Religion
- 1274: Das von Papst Gregor X. einberufene Zweite Konzil von Lyon wird eröffnet. Es befasst sich mit einer möglichen Beendigung des Morgenländischen Schismas durch eine Union der römisch-katholischen mit der Ostkirche, einem weiteren Kreuzzug und Kirchenreformen. Rund 400 Kirchenmänner nehmen an dem Konzil teil.
- 1342: Nach zwölftägiger Sedisvakanz wird Pierre Roger als Nachfolger von Benedikt XII. zum Papst gewählt, der sich den Namen Clemens VI. gibt.
- 1909: Papst Pius X. beauftragt die Jesuiten mit der Gründung des Päpstlichen Bibelinstituts in Rom.

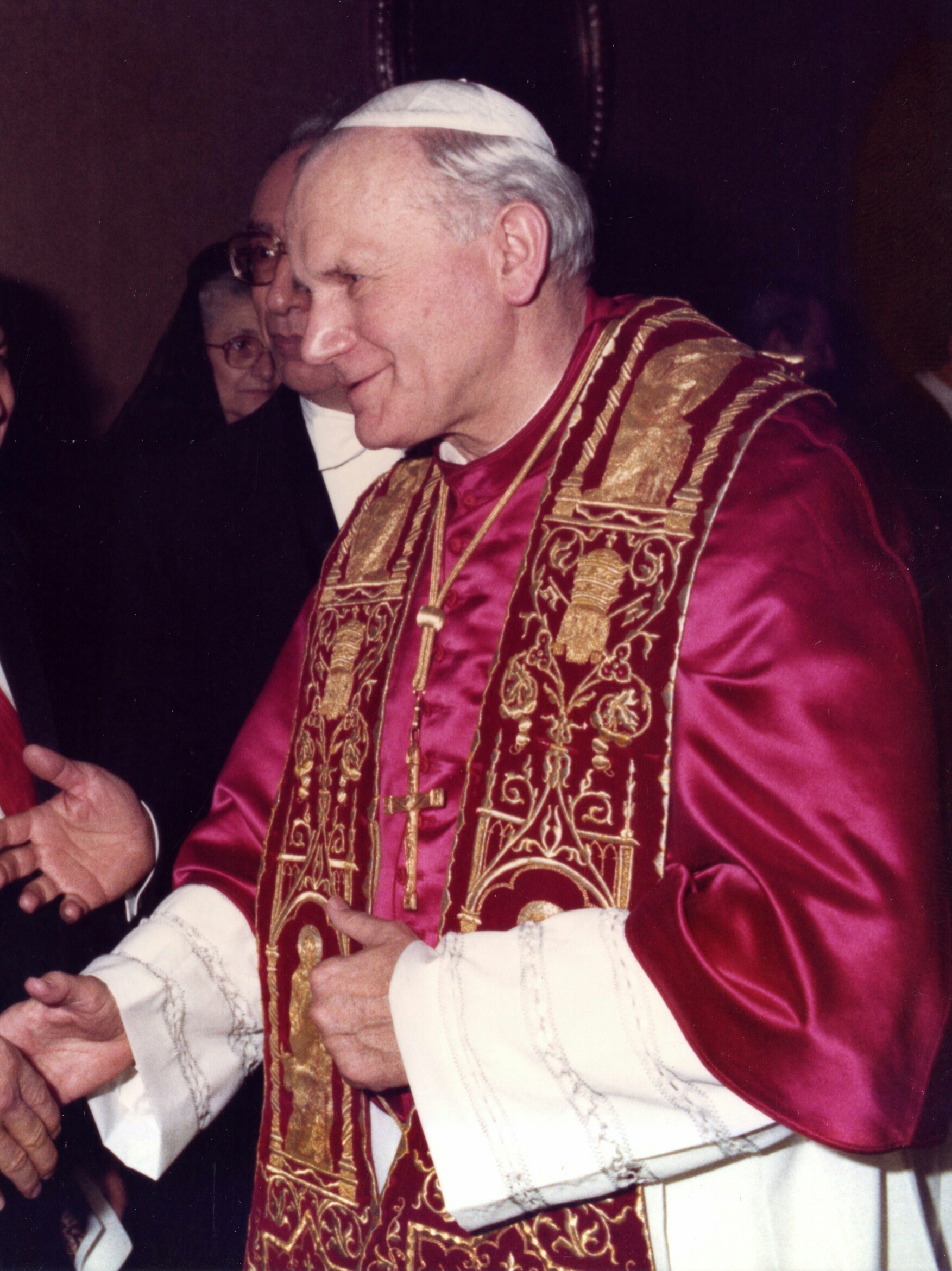
2003: Johannes Paul II.

- 2003: Papst Johannes Paul II. beruft zum ersten Mal in der Geschichte des Heiligen Stuhls eine Frau an die Spitze einer päpstlichen Akademie; Letizia Pani Ermini, Spezialistin für Mittelalterliche Archäologie, soll der Akademie für Archäologie vorstehen.

### Katastrophen
- 1840: Der Great Natchez Tornado tötet in Natchez, Mississippi, 317 Menschen. Er ist damit der zweitschlimmste Tornado in der Geschichte der Vereinigten Staaten.

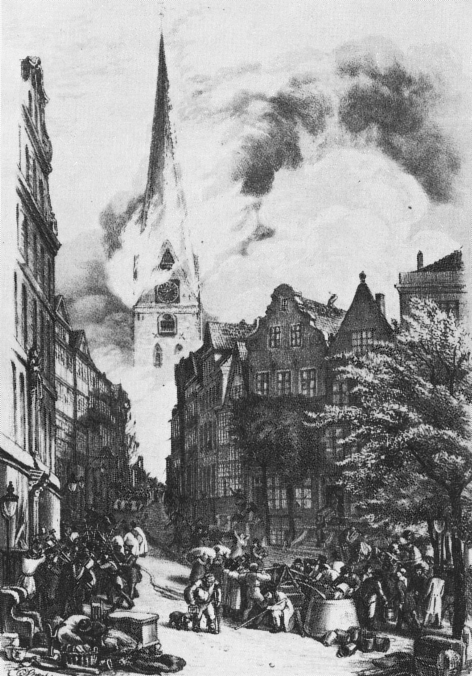
1842: Die brennende Petrikirche

- 1842: Während des Hamburger Brandes, der am 5. Mai begonnen hat, brennt die Petrikirche nieder, ebenso die Gertrudenkapelle. Der Brand kann bis zum nächsten Tag nicht unter Kontrolle gebracht werden.
- 1902: Der Ausbruch des Vulkans Soufrière auf der Karibikinsel St. Vincent fordert 1680 Menschenleben. Der Ausbruch fällt mitten in die Vorboten für den Ausbruch der Montagne Pelée auf der Nachbarinsel Martinique.
- 2002: Flug 6136 der China Northern Airlines aus Peking stürzt kurz vor der Ankunft in Dalian, Liaoning, Volksrepublik China, ins Meer. Alle 112 Menschen an Bord sterben.

Kleinere Unglücksfälle sind in den Unterartikeln von Katastrophe und in der Liste von Katastrophen aufgeführt.

### Natur und Umwelt
- 1934: Die Perle Allahs wird vor der philippinischen Insel Palawan von einem Taucher in einer Riesenmuschel gefunden.

### Sport
- 1986: Im Finale des Europapokals der Landesmeister besiegt Steaua Bukarest in Sevilla den FC Barcelona mit 2:0 nach Elfmeterschießen und ist damit der erste osteuropäische Sieger dieses Wettbewerbes; Steauas Torhüter Helmuth Duckadam hält dabei alle vier Strafstöße Barcelonas.

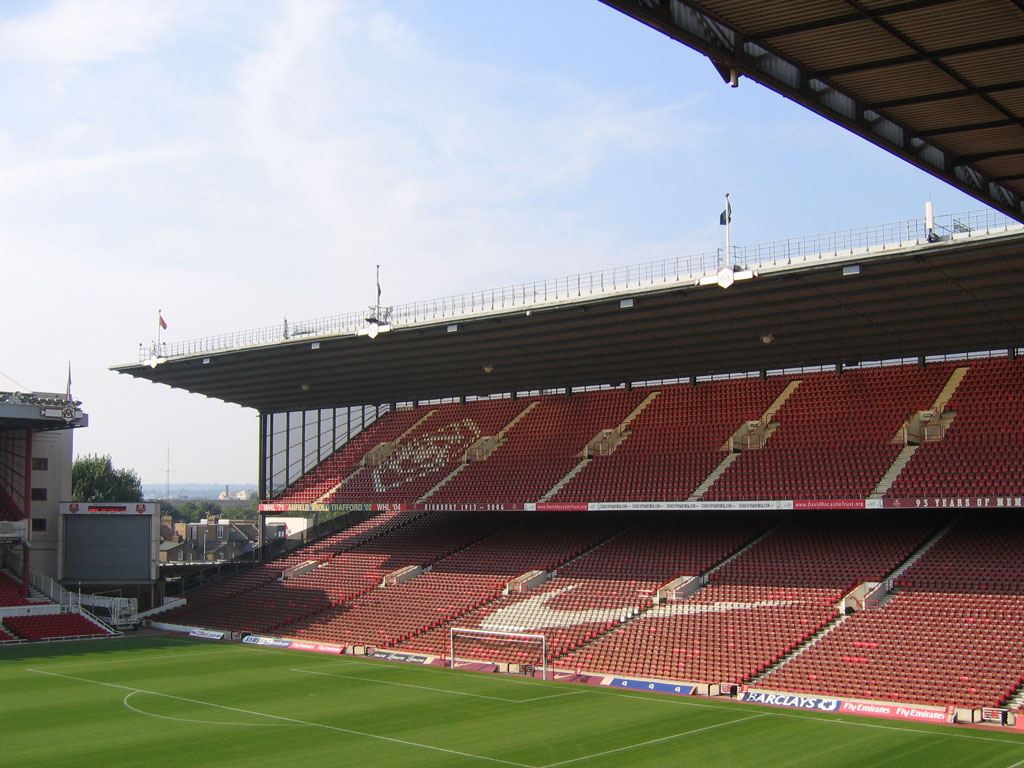
2006: Highbury

- 2006: In London wird das Highbury, Spielstätte des FC Arsenal, geschlossen und in der Folgezeit abgerissen.
- 2010: Vor einer Rekordkulisse von 77.803 Zuschauern besiegt die deutsche Eishockeynationalmannschaft im Eröffnungsspiel der 74. Eishockey-Weltmeisterschaft der Herren in der Veltins-Arena in Gelsenkirchen die USA mit 2:1 nach Verlängerung.

Einträge von Leichtathletik-Weltrekorden befinden sich unter der jeweiligen Disziplin unter Leichtathletik.

## Geboren

### Vor dem 18. Jahrhundert

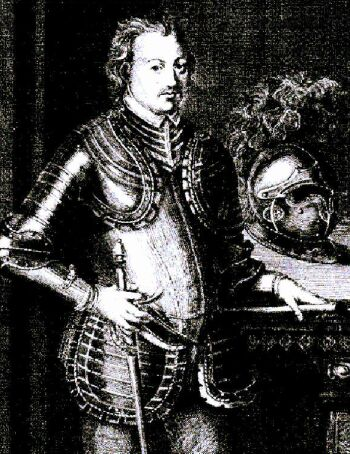
Ludwig VI. (* 1328)

- 1328: Ludwig VI., Herzog von Oberbayern sowie Markgraf und Kurfürst von Brandenburg
- 1429: Giovanni Pontano, italienischer Gelehrter, Humanist
- 1480: Philipp von der Pfalz, Bischof von Freising und Bischof von Naumburg
- 1487: Galeazzo Flavio Capella, italienischer Schriftsteller und Staatsmann
- 1488: Johann von der Pfalz, Fürstbischof von Regensburg
- 1530: Louis I. de Bourbon, Fürst von Condé, französischer Feldherr
- 1551: Leonhard Ruben, Jesuit und Abt des Benediktinerklosters Abdinghof
- 1586: Francesco IV. Gonzaga, ältester Sohn des Herzogs Vincenzo I.
- 1641: Eberhard Anckelmann, deutscher evangelischer Theologe, Sprachforscher und Orientalist
- 1642: Giovanni Battista Contini, italienischer Architekt
- 1651: Giuseppe Archinto, italienischer Kardinal
- 1662: Johann Volkamer, deutscher Mediziner und Botaniker
- 1688: Joseph I. Esterházy de Galantha, ungarischer Adliger und habsburgischer Majoratsherr
- 1696: Eleonore Wilhelmine von Anhalt-Köthen, Prinzessin von Sachsen-Merseburg und Herzogin von Sachsen-Weimar
- 1700: Gerard van Swieten, österreichischer Mediziner

### 18. Jahrhundert

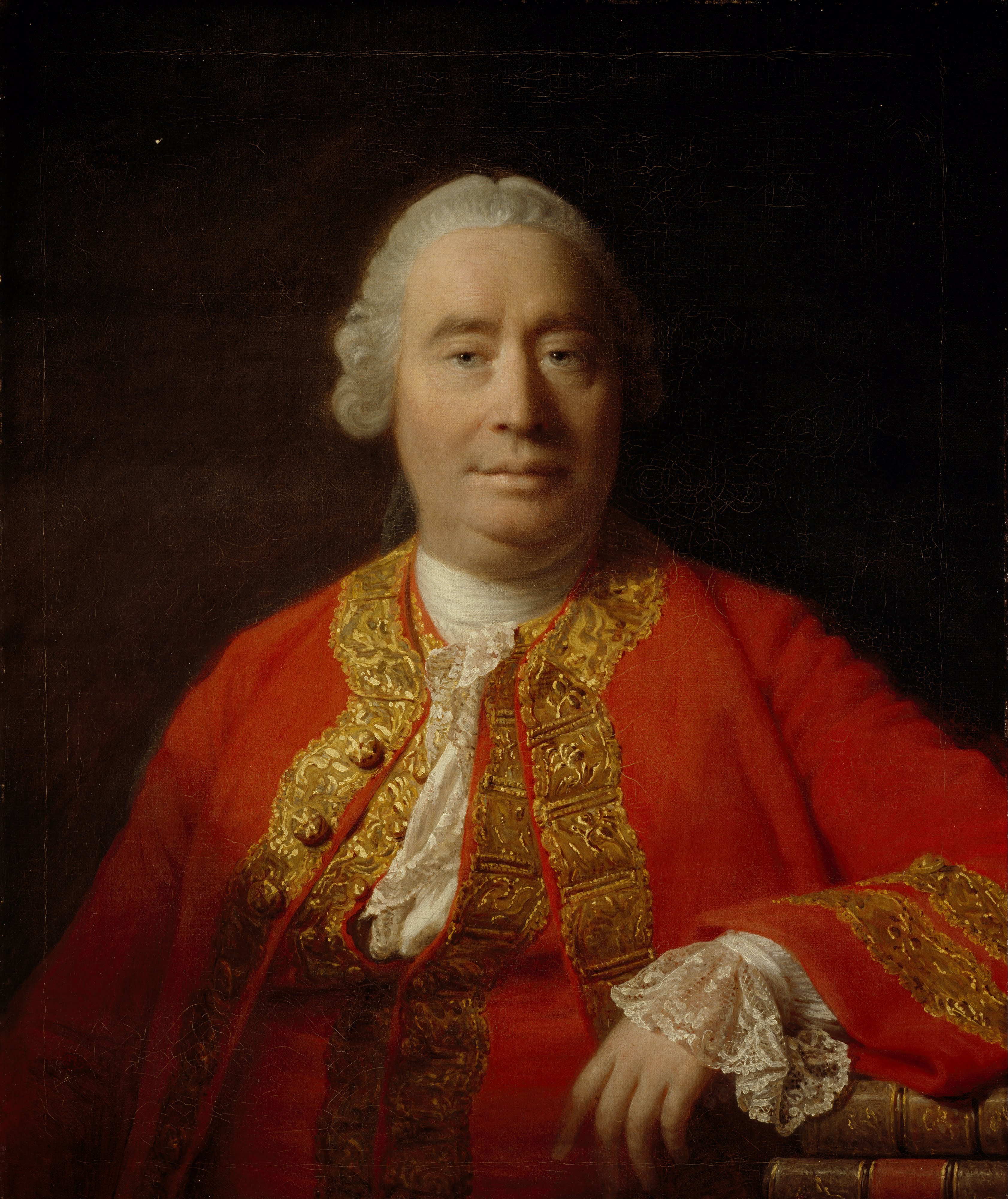
David Hume (* 1711)

- 1711: David Hume, britischer Philosoph, Ökonom und Historiker aus Schottland
- 1712: Frederik Winter, deutscher Mediziner
- 1719: Gottfried Schütze, deutscher Pädagoge, Bibliothekar und Theologe
- 1724: Dagobert Sigmund von Wurmser, österreichischer Feldmarschall
- 1735: Ludwig Benjamin Ouvrier, deutscher evangelischer Theologe
- 1740: Christian Gottlieb Starklof, oldenburgischer Kammerdiener und Postdirektor
- 1742: Johann Christian Hendel, deutscher Buchdrucker und Verleger
- 1745: Carl Stamitz, deutscher Violinist und Komponist

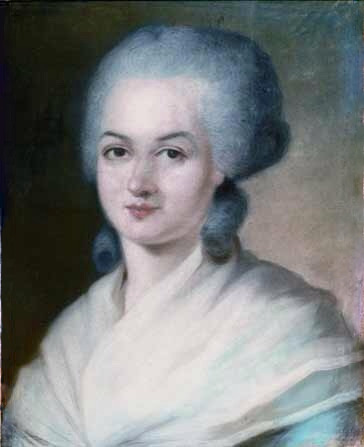
Olympe de Gouges (* 1748)

- 1748: Olympe de Gouges, französische Frauenrechtlerin und Revolutionärin
- 1751: Isabelle de Montolieu, Schweizer Schriftstellerin
- 1754: Joseph Joubert, französischer Essayist und Moralist
- 1756: Philipp Jakob Scheffauer, deutscher Bildhauer
- 1757: Ludwig Matthias Nathanael Gottlieb von Brauchitsch, preußischer Offizier
- 1759: François-Auguste Parseval-Grandmaison, französischer Schriftsteller
- 1760: Johann Gottlob Worbs, deutscher Theologe und Historiker
- 1763: Józef Antoni Poniatowski, polnischer General, Marschall von Frankreich
- 1764: Therese Huber, deutsche Schriftstellerin
- 1767: Friederike von Preußen, Herzogin von York und Albany
- 1771: Johann Jakob Humann, Bischof von Mainz
- 1774: William Bainbridge, US-amerikanischer Kommodore der US-Navy
- 1774: Francis Beaufort, irisch-britischer Admiral und Hydrograph
- 1776: Dániel Berzsenyi, ungarischer Dichter
- 1776: Jacob Gråberg, schwedischer Gelehrter
- 1778: Amalie von Béguelin, deutsche Salonnière
- 1779: Johann Georg Florschütz, deutscher evangelischer Geistlicher
- 1779: Elizabeth Grant of Rothiemurchus, schottische Tagebuchautorin
- 1797: Ludwig Oettinger, deutscher Mathematiker

### 19. Jahrhundert

#### 1801–1850
- 1807: Ignác Ondříček, tschechischer Geiger und Kapellmeister
- 1808: Christian Friedrich Ehrlich, deutscher Komponist, Pianist und Musikpädagoge
- 1809: Josef von Löschner, österreichischer Mediziner

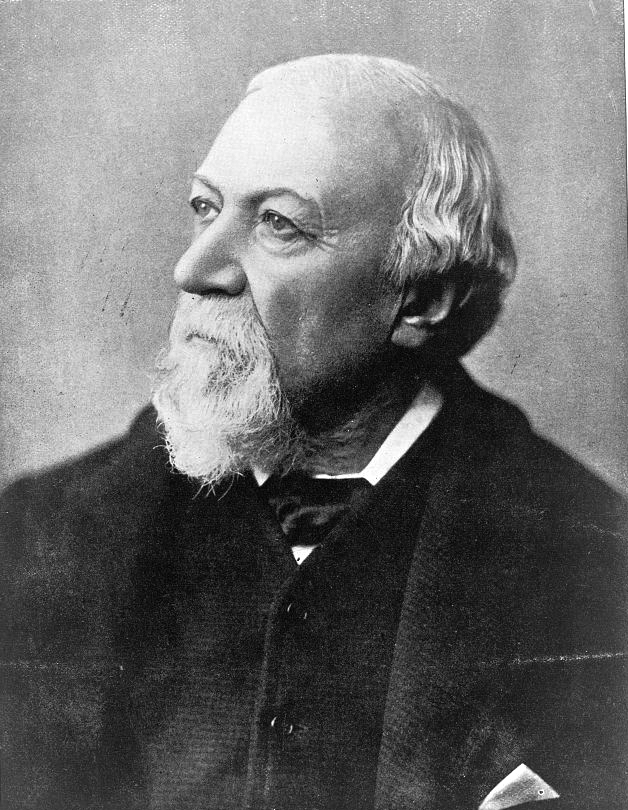
Robert Browning (* 1812)

- 1812: Robert Browning, britischer Dichter und Dramatiker
- 1815: Angelo Baroffio, Schweizer Jurist und Politiker
- 1817: Asta Heiberg, deutsche Schriftstellerin
- 1818: Jean Cesar Godeffroy, deutscher Kaufmann
- 1818: Adolf Widmann, deutscher Schriftsteller
- 1819: Pauline Henckel von Donnersmarck, französische Mätresse
- 1819: Otto Wilhelm von Struve, deutsch-russischer Astronom
- 1819: August von Werder, deutscher Orgelbauer
- 1825: Henry Squires, US-amerikanischer Sänger
- 1826ː Varina Davis, zweite Ehefrau von Jefferson Davis, dem Präsidenten der Konföderierten Staaten von Amerika

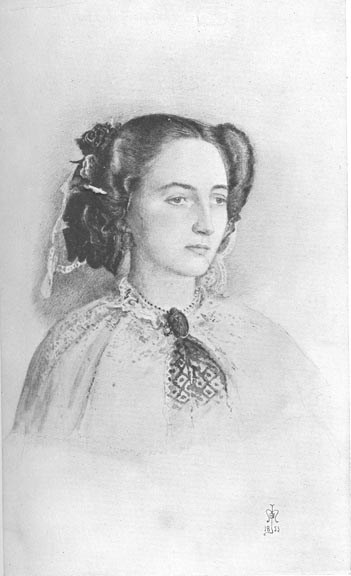
Effie Gray (* 1828)

- 1828: Effie Gray, britische Malerin
- 1831: Richard Norman Shaw, britischer Architekt
- 1832: Carl Gottfried Neumann, deutscher Mathematiker
- 1833: Johannes Brahms, deutscher Komponist
- 1834: John Herbert Turner, kanadischer Politiker
- 1836: Euphrosyne Parepa-Rosa, britische Opernsängerin
- 1837: Karl Mauch, deutscher Afrikaforscher
- 1839: Ludwig Mond, deutsch-britischer Chemiker und Industrieller
- 1840: Pjotr Iljitsch Tschaikowski, russischer Komponist
- 1841: Gustave Le Bon, französischer Arzt und Soziologe
- 1847: Archibald Primrose, 5. Earl of Rosebery, Premierminister des Vereinigten Königreichs

#### 1851–1900

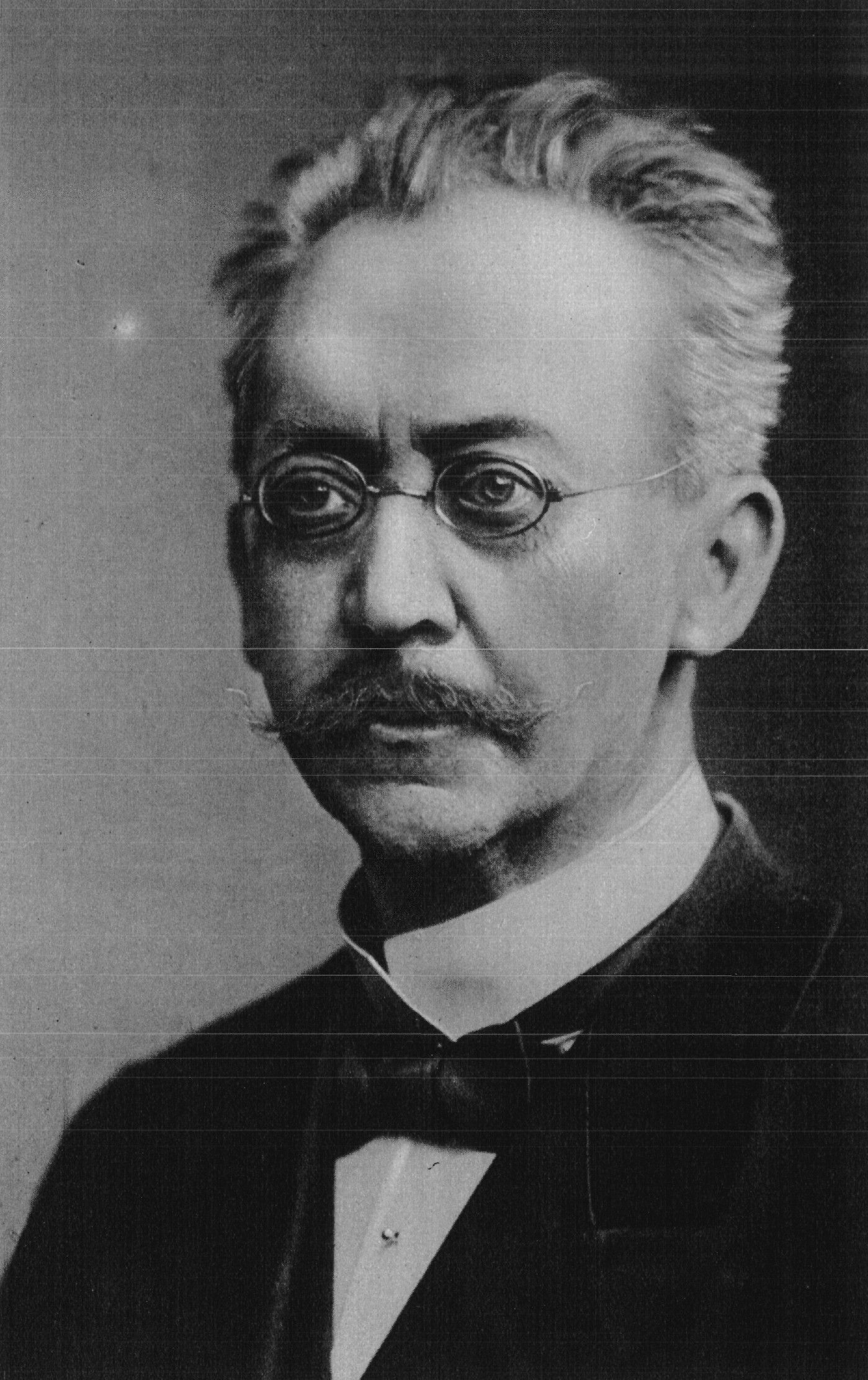
Adolf von Harnack (* 1851)

- 1851: Adolf von Harnack, deutscher protestantischer Theologe und Kirchenhistoriker
- 1855: Oskar von Miller, deutscher Ingenieur, Begründer des Deutschen Museums
- 1857: Jan Herben, tschechischer Schriftsteller und Verleger, Journalist und Politiker
- 1861: Julius von Bernuth, deutscher Generalmajor
- 1861: Rabindranath Tagore, bengalischer Dichter, Maler und Sozialreformer, Literaturnobelpreisträger
- 1865: Alfred Edward Woodley Mason, britischer Romanautor
- 1867: Władysław Reymont, polnischer Schriftsteller, Nobelpreisträger
- 1868: Stanisław Przybyszewski, polnischer Schriftsteller
- 1870: Hans Dominik, deutscher Offizier der Kaiserlichen Schutztruppe für Kamerun

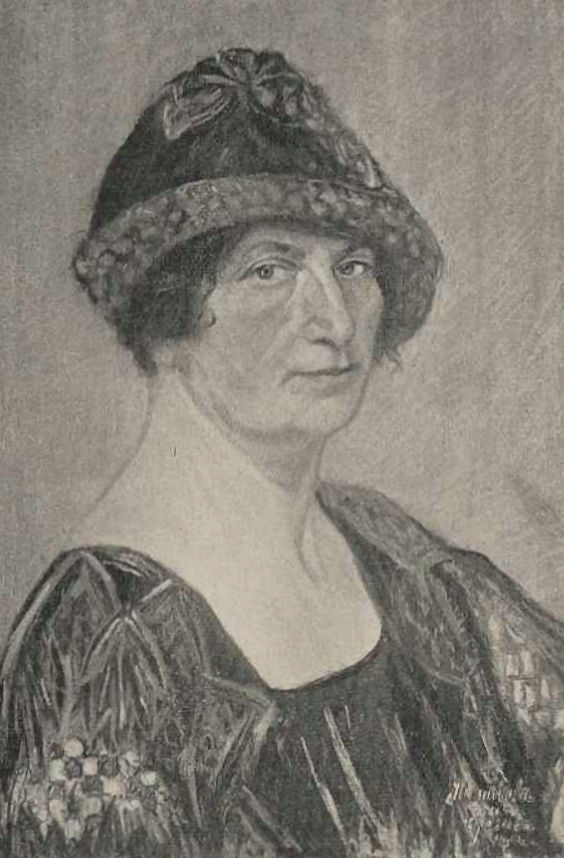
Hendrika van Gelder (* 1870)

- 1870: Hendrika van Gelder, niederländische Malerin und Zeichnerin, Holocaustopfer
- 1870: Amalie Seckbach, deutsche Bildhauerin und Malerin, NS-Opfer
- 1874: Emil Felden, deutscher evangelischer Theologe und Schriftsteller, pazifistischer Politiker, MdL, MdR
- 1874: Heinrich Hoffmann, deutscher evangelischer Theologe und Hochschullehrer
- 1874: Ilmari Kianto, finnischer Schriftsteller
- 1875: Ilna Ewers-Wunderwald, deutsche Künstlerin des Jugendstils
- 1875: William Hoyt, US-amerikanischer Stabhochspringer, Olympiasieger

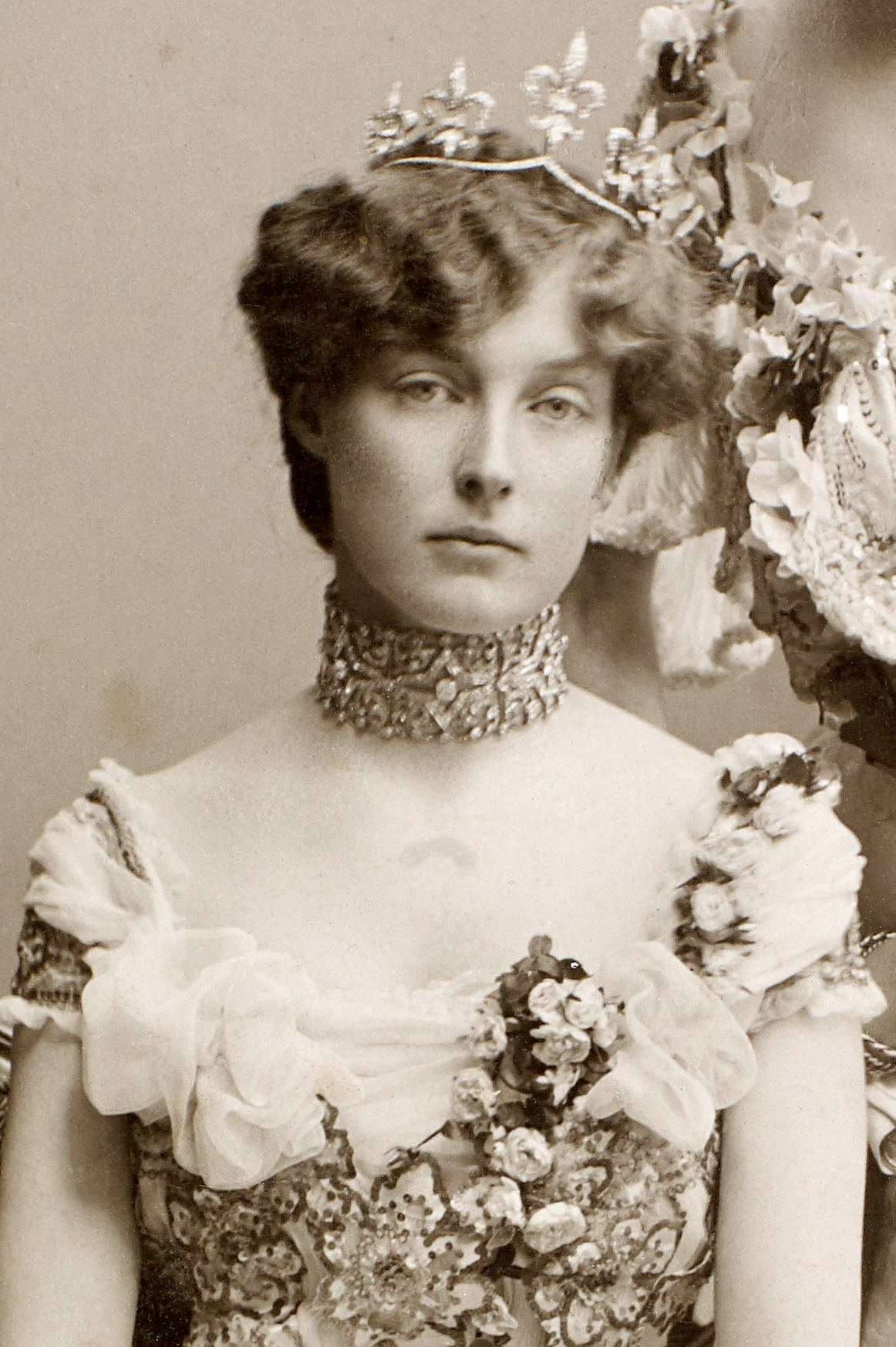
Isabelle d’Orléans (* 1878)

- 1878: Isabelle d’Orléans, duchesse de Guise, französische Monarchistin
- 1878: Karl Gustav Vollmoeller, deutscher Dichter, Dramatiker, Automobil- und Flugzeugpionier, Kosmopolit
- 1880: Karl Bleyle, österreichischer Musiker und Komponist
- 1880: Oskar Perron, deutscher Mathematiker
- 1880: Karl von Roques, deutscher General, Kriegsverbrecher
- 1881: Jonathan Petersen, grönländischer Komponist, Liedermacher, Dichter, Schriftsteller, Sprachwissenschaftler, Organist und Hochschullehrer
- 1882: Emmerich David, deutscher Geistlicher, Generalvikar in Köln
- 1882: Willem Elsschot, belgischer Schriftsteller
- 1883: Virgilio Ranzato, italienischer Komponist
- 1884: Hannah von Mettal, tschechische Literatur-Übersetzerin
- 1887: Adalgisa Ascoli, Verkäuferin, Opfer des Holocaust
- 1887: Jacob Walcher, deutscher kommunistischer Politiker und Gewerkschafter
- 1888: Hermann Fränkel, deutsch-US-amerikanischer Altphilologe
- 1889: Lou Koster, luxemburgische Komponistin und Pianistin
- 1890: Huug de Groot, niederländischer Fußballspieler
- 1890: James Nasmyth, schottischer Ingenieur und Erfinder des Dampfhammers
- 1891: Mimi Scheiblauer, Schweizer Wegbereiterin der Rhythmik als Erziehungsmittel der Heilpädagogik

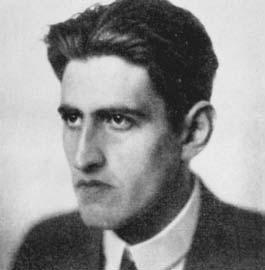
Siegfried Bernfeld (* 1892)

- 1892: Siegfried Bernfeld, österreichischer Reformpädagoge, Marxist, Psychoanalytiker, Zionist
- 1892: Archibald MacLeish, US-amerikanischer Dichter und Politiker
- 1892: Josip Broz Tito, jugoslawischer Partisanenführer, Politiker und Staatschef
- 1894: George A. Drew, kanadischer Politiker und Diplomat
- 1894: Riley Puckett, US-amerikanischer Countrysänger
- 1896: Kathleen McKane Godfree, britische Tennisspielerin
- 1896: Wilhelm Kohlbach, deutscher General
- 1897: Walter Claus-Oehler, deutscher Fußballspieler
- 1899: Friedrich Wilhelm Heinz, deutscher Journalist, Schriftsteller und Nachrichtendienstoffizier
- 1900: Leon Abbey, US-amerikanischer Jazzviolinist und Bandleader

### 20. Jahrhundert

#### 1901–1925

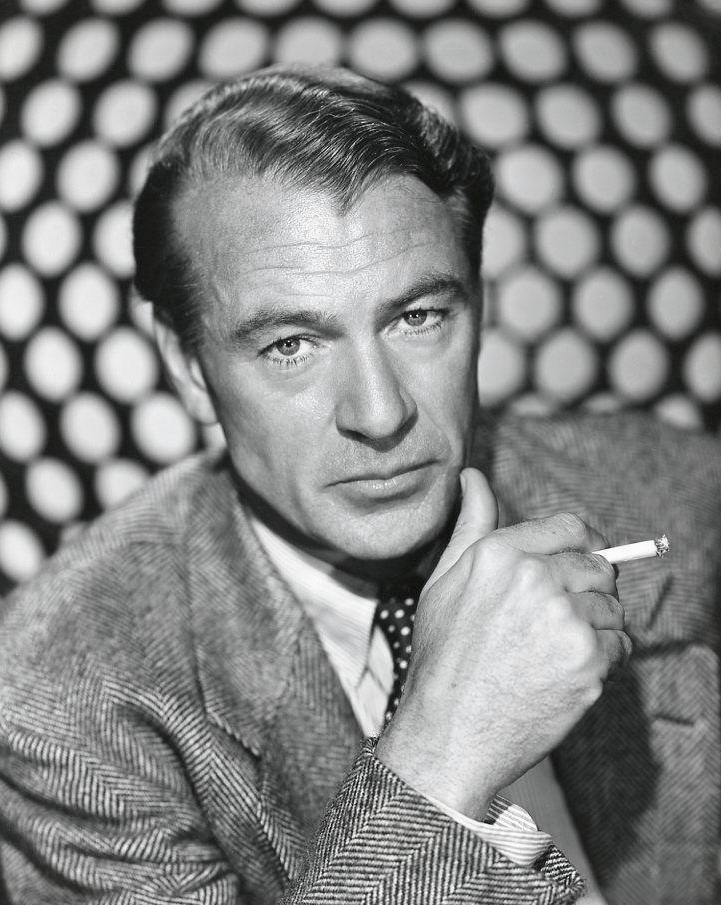
Gary Cooper (* 1901)

- 1901: Gary Cooper, US-amerikanischer Schauspieler
- 1901: Marcel Poot, belgischer Komponist und Professor
- 1901: Walther Wüst, deutscher Kurator der Forschungsgemeinschaft Deutsches Ahnenerbe e. V.
- 1902: Gladys Pearl Baker, US-amerikanische Filmeditorin
- 1903: Max Jüngling, deutscher Politiker, MdL
- 1904: Gerhart Baron, österreichischer Autor
- 1904: Pierre Padrault, französischer Autorennfahrer
- 1905: Bumble Bee Slim, US-amerikanischer Blues-Musiker
- 1907: Lilly Jankelowitz, deutsche Schauspielerin und Sängerin
- 1907: Erich Müller, deutscher Formgestalter
- 1908: Leo Sternbach, US-amerikanischer Chemiker

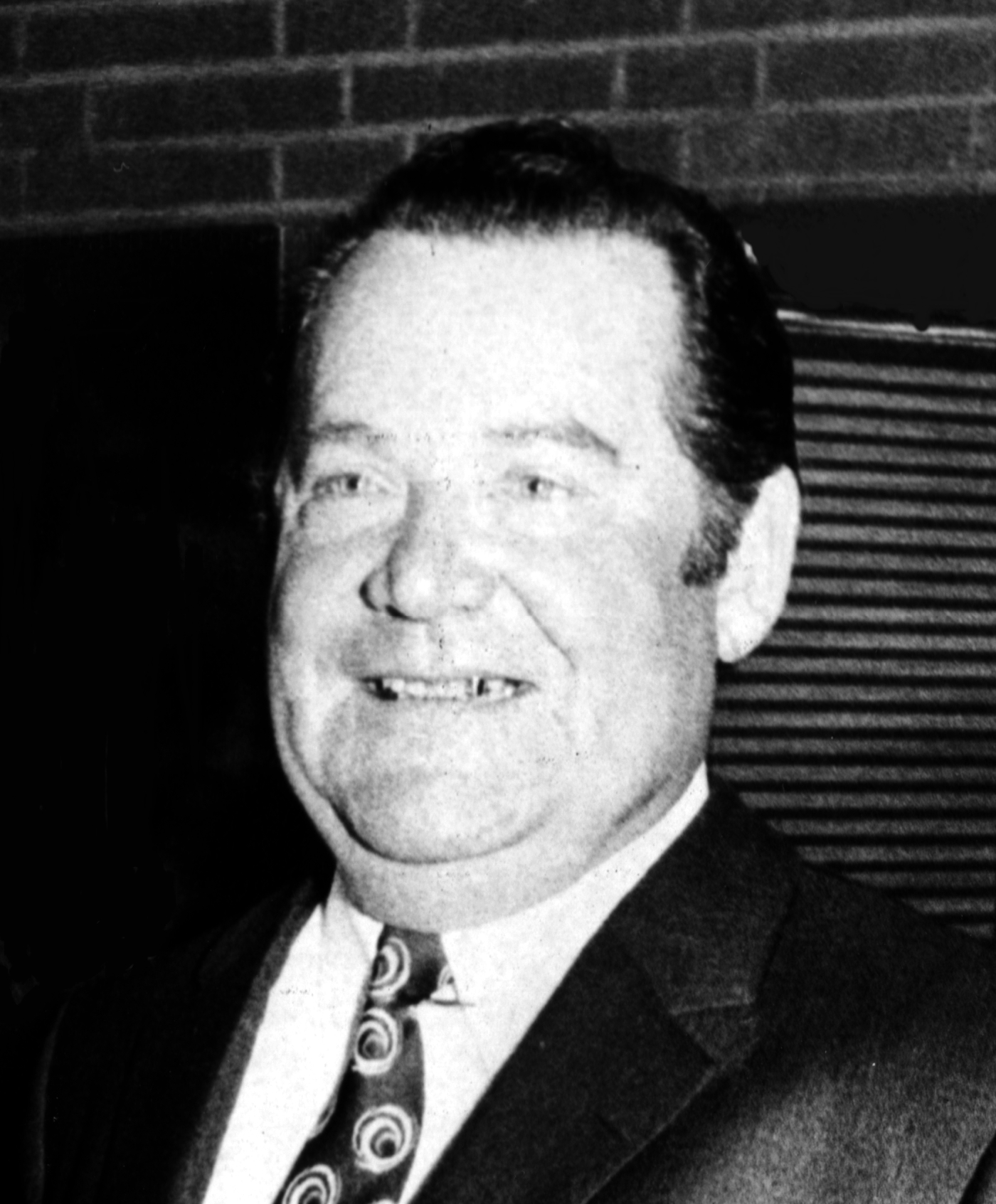
Max Grundig (* 1908)

- 1908: Max Grundig, deutscher Gründer der Elektronik-Firma Grundig AG
- 1909: Edwin Herbert Land, US-amerikanischer Physiker
- 1909: Hildegard Joos, österreichische Malerin
- 1910: Otto Andersson, schwedischer Fußballspieler
- 1910: Heinrich Konietzny, deutscher Musiker, Hochschullehrer und Komponist
- 1910: Heinz Winkler, Minister für Aufbau der DDR
- 1911: Ishirō Honda, japanischer Regisseur
- 1912: Herbert Agricola, deutscher Maler, Grafiker und Plakatkünstler
- 1912: Heinz-Wilhelm Dünhaupt, deutscher Schachspieler
- 1912: Sitson Ma, chinesischer Violinvirtuose und Komponist
- 1913: Kurt Kauter, deutscher Schriftsteller
- 1914: Andreas Kupfer, deutscher Fußballspieler
- 1914: Shibaki Yoshiko, japanische Schriftstellerin
- 1916: Siegfried F. Erdmann, deutscher Ingenieur (Überschall-Aerodynamik und Sensortechnik) und Hochschullehrer
- 1916: Alejo Benedicto Gilligan, argentinische Bischof
- 1917: Domenico Bartolucci, Kardinal, Kirchenmusiker und Komponist
- 1917: David Tomlinson, britischer Schauspieler
- 1917: Harald Schaub, deutscher Künstler, Maler
- 1918: Kurt Anclam, deutscher Politiker
- 1918: Claude Farell, österreichische Schauspielerin
- 1918: Argeliers León, kubanischer Musikwissenschaftler und -pädagoge, Folklorist und Komponist
- 1919: La Esterella, belgische Sängerin

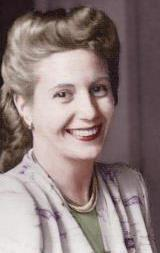
Eva Perón (* 1919)

- 1919: Eva Perón, argentinische Politikerin
- 1920: William Charles Anderson, US-amerikanischer Science-Fiction-Autor
- 1920: Jean Bassoul, libanesischer Erzbischof
- 1921: Georges Harris, belgischer Autorennfahrer
- 1921: Gaston Rébuffat, französischer Bergsteiger
- 1922: Dominique Aubier, französische Schriftstellerin
- 1923: Anne Baxter, US-amerikanische Schauspielerin
- 1923: Maria Becke-Rausch, deutsche Bildhauerin
- 1923: Ruth Megary, deutsche Sängerin und Schauspielerin
- 1924: Marjorie Boulton, britische Literaturwissenschaftlerin
- 1924: Arno Lustiger, deutscher Historiker und Schriftsteller
- 1924: K. V. Varadaraj, indischer Fußballspieler
- 1925ː Juanita Carberry, kenianische Schriftstellerin
- 1925: Don McKellow, britischer Radrennfahrer
- 1925: Wolf Schneider, deutscher Journalist, Sachbuchautor und Sprachkritiker

#### 1926–1950
- 1926: Herbie Steward, US-amerikanischer Jazzsaxophonist
- 1926: Thomas Bowles, US-amerikanischer Bariton-Saxophonspieler
- 1926: Curtis Hobock, US-amerikanischer Country- und Rockabilly-Musiker
- 1927: Joseph Agassi, israelischer Akademiker
- 1927: Ruth Prawer Jhabvala, britische Schriftstellerin

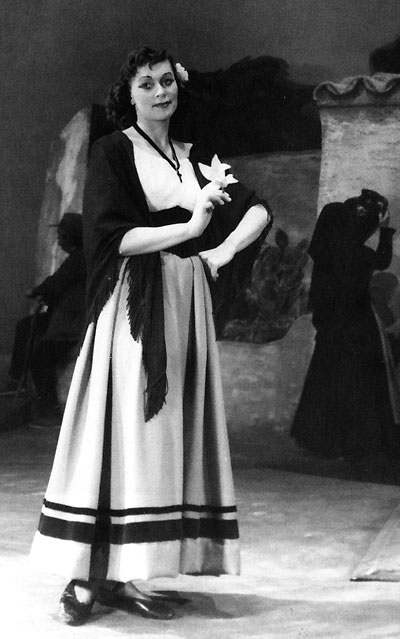
Elisabeth Söderström (* 1927)

- 1927: Elisabeth Söderström, schwedische Opern- und Konzertsängerin (Sopran)
- 1928: Michael Croissant, deutscher Bildhauer und Künstler
- 1929: Johanna Braun, deutsche Schriftstellerin
- 1929: Osvaldo Dragún, argentinischer Dramatiker
- 1930ː Doris Arndt, deutsche Dompteuse, berühmt für ihre Auftritte mit Großkatzen und Bären
- 1930: Horst Bienek, deutscher Schriftsteller
- 1930: Anatoli Iwanowitsch Lukjanow, sowjetischer Politiker
- 1931: Teresa Brewer, US-amerikanische Sängerin
- 1932: Pete Domenici, US-amerikanischer Senator
- 1932: Robert Webster, US-amerikanischer Virologe
- 1933: Axel Corti, österreichischer Regisseur
- 1933: Martin Metz, rumäniendeutscher Kirchenmusiker und Komponist
- 1933: Nexhmije Pagarusha, albanische Sängerin
- 1933: Johnny Unitas, US-amerikanischer American-Football-Spieler
- 1934: Fredy Rüegg, Schweizer Radrennfahrer
- 1934: Günter Topmann, deutscher Politiker, MdB
- 1935: Friedrich-Adolf Jahn, deutscher Politiker
- 1935: Gérard Lefranc, französischer Fechter
- 1936: Jürgen Höhne, deutscher Laiendarsteller
- 1936: Tony O’Reilly, irischer Rugbyspieler und Unternehmer
- 1936: Jimmy Ruffin, US-amerikanischer Soulsänger
- 1936: Hans Wiesen, deutscher Politiker
- 1937: Marco Augusto Quiroa, guatemaltekischer Maler und Schriftsteller
- 1939: José Antonio Abreu, venezolanischer Komponist

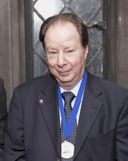
Sidney Altman (* 1939)

- 1939: Sidney Altman, kanadischer Chemiker, Nobelpreisträger
- 1939: Rudolf Bayer, deutscher Professor
- 1939: Marita Böhme, deutsche Schauspielerin
- 1939: Volker Braun, deutscher Schriftsteller
- 1939: Fritz Kosar, deutscher Fußball-Torhüter
- 1939: Ruud Lubbers, niederländischer Ministerpräsident
- 1939: W. D. Valgardson, kanadischer Schriftsteller
- 1940: Dorit Zinn, deutsche Schriftstellerin
- 1942: Pietro Farina, italienischer Bischof
- 1942: Justin Hinds, jamaikanischer Sänger
- 1942: Gerhard Polt, deutscher Kabarettist
- 1942: Maximilian Reimann, Schweizer Politiker
- 1942: Jochen Striebeck, deutscher Schauspieler und Sprecher
- 1944: Barbara Baum, deutsche Kostümbildnerin
- 1944: Sonja Bernadotte, deutsche Geschäftsführerin, Ehefrau von Graf Lennart Bernadotte
- 1945: Christy Moore, irischer Sänger, Musiker und Songschreiber
- 1945: Max Müller, deutscher Handballspieler
- 1946: Bill Danoff, US-amerikanischer Songschreiber und Sänger
- 1946: Rutt Hinrikus, estnische Literaturwissenschaftlerin und Kritikerin
- 1946: Bill Kreutzmann, US-amerikanischer Rockmusiker, Schlagzeuger

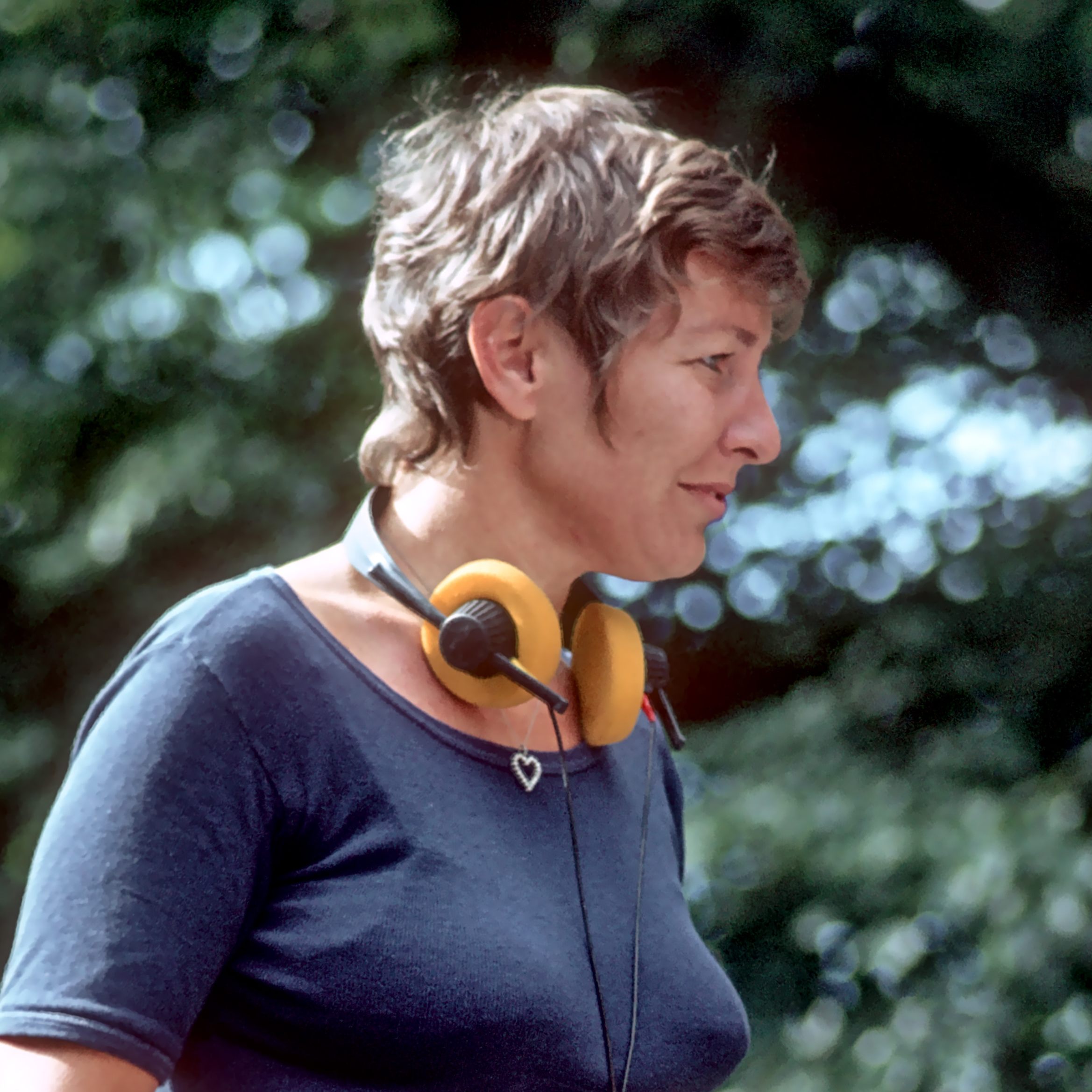
Carmen Thomas (* 1946)

- 1946: Carmen Thomas, deutsche Journalistin, Autorin und Kommunikations-Expertin
- 1946: Thelma Houston, US-amerikanische R&B- und Disco-Sängerin
- 1947: Hans Peter Adamski, deutscher Maler und Grafiker
- 1947: Gary R. Herbert, US-amerikanischer Politiker
- 1947: Emmanuel Krivine, französischer Dirigent und Violinist
- 1947: Henk Smits, niederländischer Radsportler
- 1948: Michel Dubois, französischer Autorennfahrer
- 1948: Christian Waber, Schweizer Politiker
- 1948: Holger Astrup, deutscher Politiker
- 1948: Ingrid Pieper-von Heiden, deutsche Politikerin
- 1948: Jürgen Seidel, deutscher Politiker
- 1948: Pete Wingfield, britischer Musikproduzent, Keyboardspieler und Journalist
- 1949: Bernhard von Mutius, deutscher Philosoph, Sozialwissenschaftler

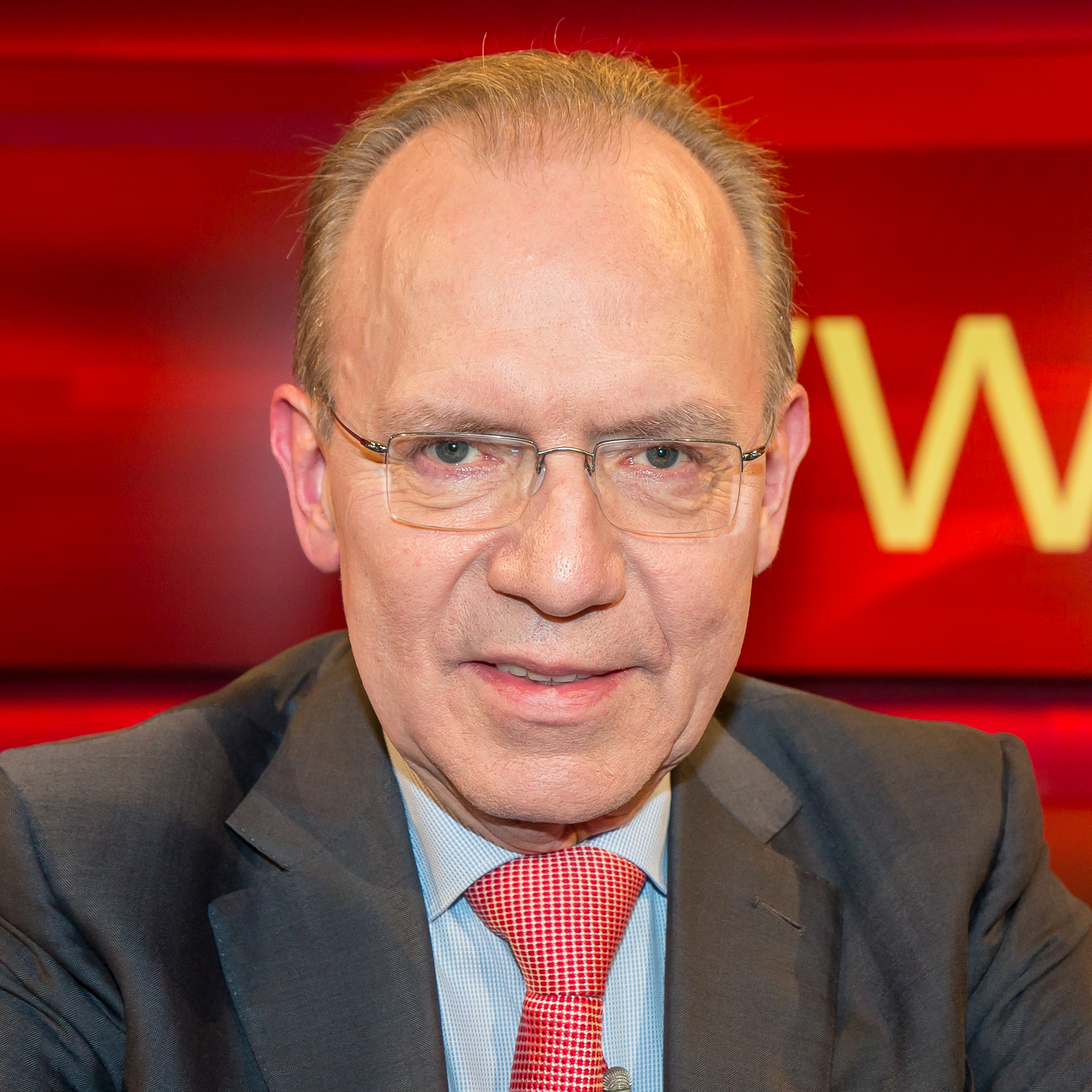
Florian Gerster (* 1949)

- 1949: Florian Gerster, deutscher Politiker, MdL, MdB
- 1949: Keith, US-amerikanischer Sänger
- 1949: Lia Roberts, rumänische Politikerin
- 1949: Pierre Sané, senegalesischer Völkerrechtler
- 1950: Anna Elisabeth Achatz, österreichische Landwirtin und Politikerin
- 1950: John Coates, australischer Jurist und Sportfunktionär
- 1950: Elisabeth Gürtler-Mauthner, österreichische Unternehmerin
- 1950: Helmut Matthies, deutscher evangelischer Theologe und Journalist
- 1950: Jürgen Schwer, deutscher Eishockeyspieler
- 1950: Bernd Tauber, deutscher Schauspieler

#### 1951–1975
- 1951: Bernie Marsden, britischer Gitarrist
- 1952: Stanley Dickens, schwedischer Autorennfahrer
- 1953: María de Fátima Geraldes, dominikanische Pianistin
- 1953: Robert Hunger-Bühler, Schweizer Schauspieler
- 1954: Amy Heckerling, US-amerikanische Regisseurin
- 1954: Heinzpeter Hempelmann, deutscher Theologe und Philosoph
- 1955: Ole Christensen, dänischer Politiker, MdEP
- 1955: Fernando Villalona, dominikanischer Merenguesänger
- 1955: Gabi Zimmer, deutsche Politikerin
- 1955: Axel Zwingenberger, deutscher Jazzpianist

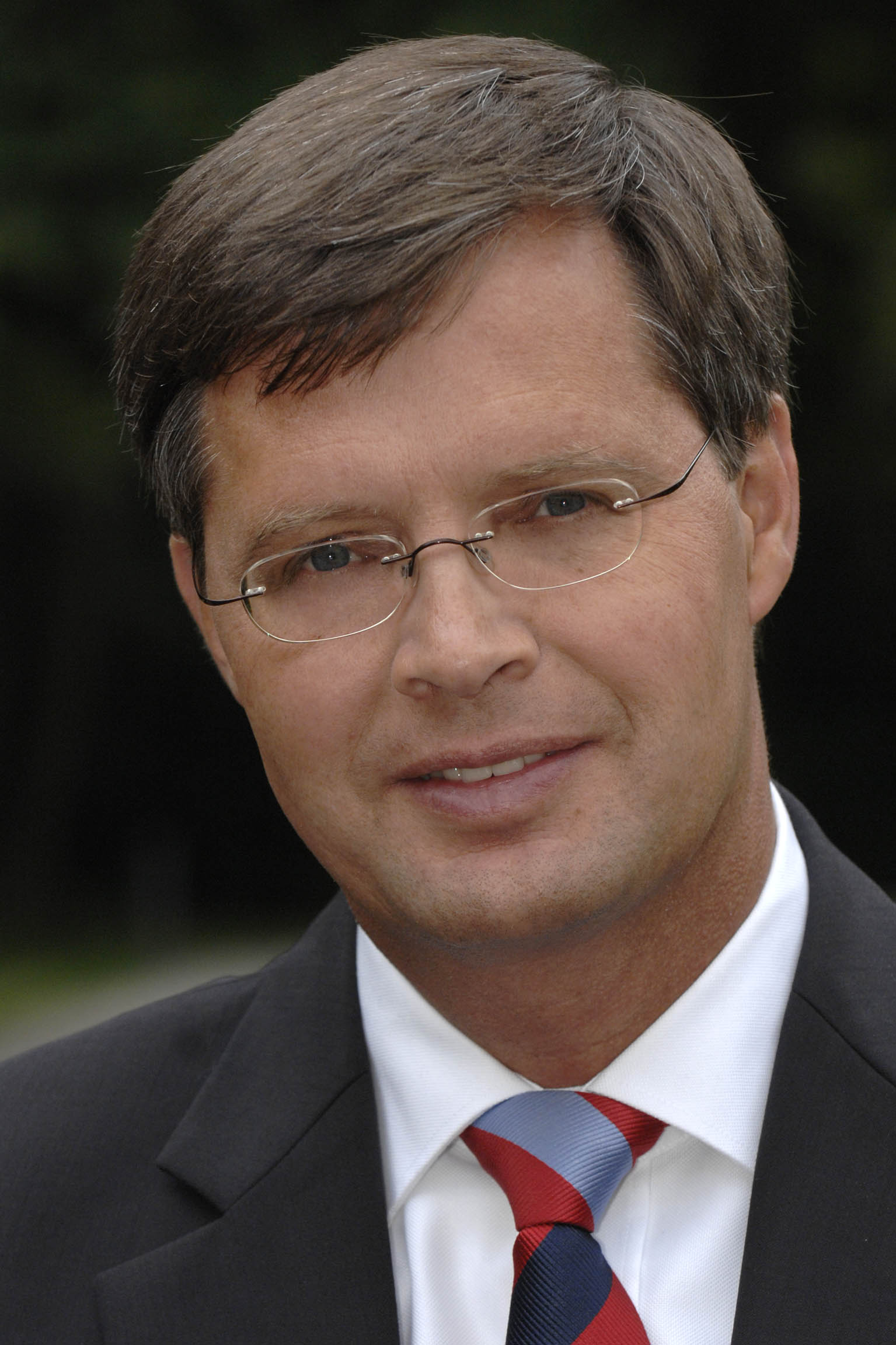
Jan Peter Balkenende (* 1956)

- 1956: Jan Peter Balkenende, niederländischer Politiker und Ministerpräsident
- 1956: Anne Dudley, britische Komponistin und Popmusikerin
- 1957: Karen Lynne Deal, US-amerikanische Dirigentin
- 1957: Ramona Leiß, deutsche Fernsehmoderatorin
- 1958: Michael Formanek, US-amerikanischer Jazzbassist und -komponist
- 1958: Christine Lieberknecht, deutsche Politikerin
- 1958: Josef Schlickenrieder, deutscher Eishockeyspieler
- 1958: Marty Willson-Piper, britischer Songwriter, Musiker und Dichter
- 1959: Horst Eckert, deutscher Autor
- 1959: Bruno Ilien, französischer Autorennfahrer
- 1959: Tamara E. Jernigan, US-amerikanische Astronautin
- 1960: Almudena Grandes, spanische Schriftstellerin

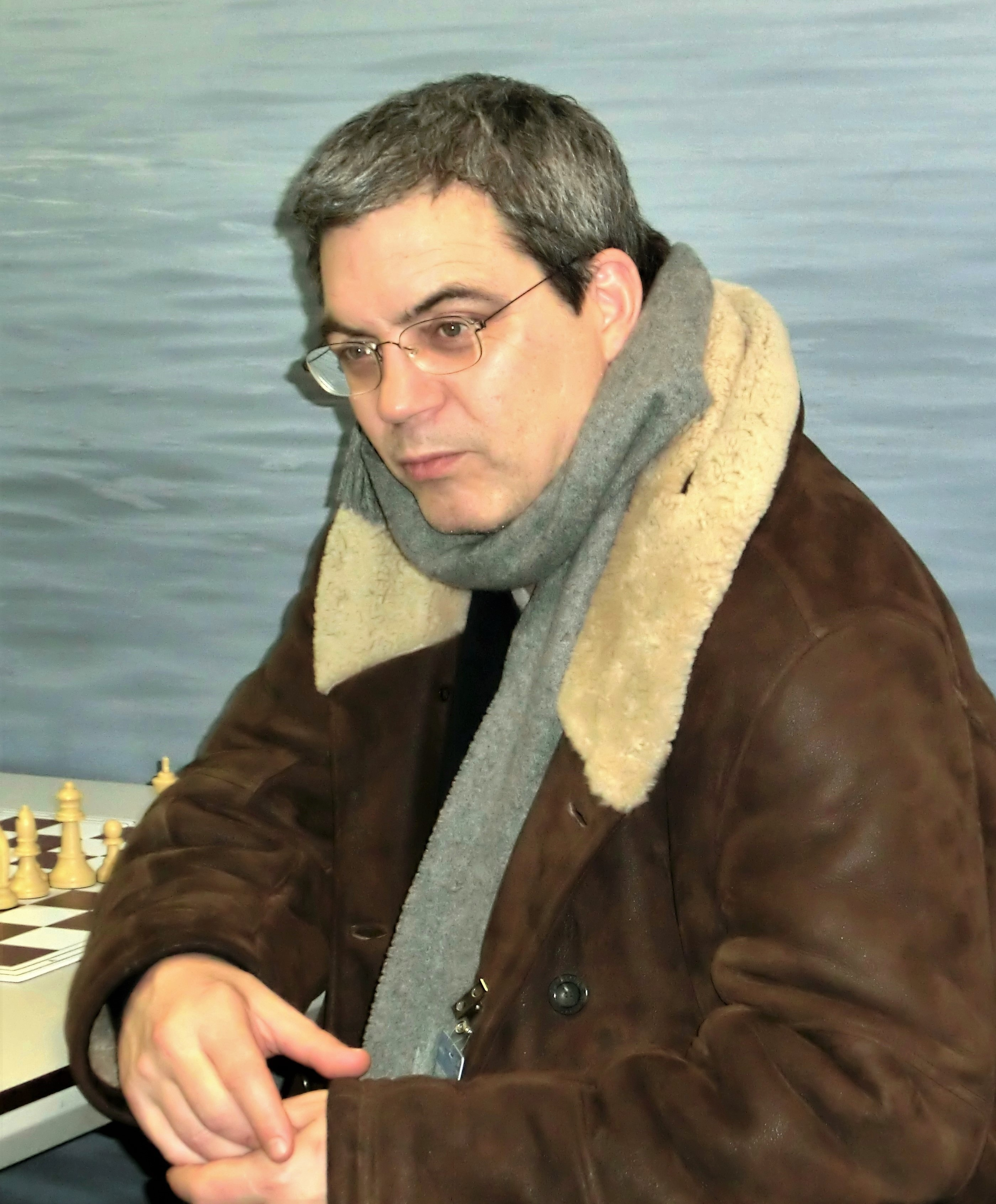
Eric Lobron (* 1960)

- 1960: Eric Lobron, deutscher Schachspieler
- 1960: Hisashi Nozawa, japanischer Schriftsteller
- 1960: Wolfgang Oswald, deutscher Eishockeyspieler
- 1961: Phil Campbell, britischer Gitarrist und Musiker
- 1961: Konstanze Gerhard, deutsche Homosexuellenaktivistin
- 1961: Hans-Peter Bartels, deutscher Politiker
- 1961: Robert Spano, US-amerikanischer Dirigent, Pianist und Komponist
- 1961: Mihaela Stănculescu-Vosganian, rumänische Komponistin
- 1962: Jan Fleischhauer, deutscher Journalist und Autor
- 1962: Piero Liatti, italienischer Rallyefahrer
- 1962: Monika Martin, österreichische Sängerin
- 1962: Georg Zeitblom, deutscher Musiker und Performancekünstler
- 1963: Christian Ahrendt, deutscher Politiker und Rechtsanwalt

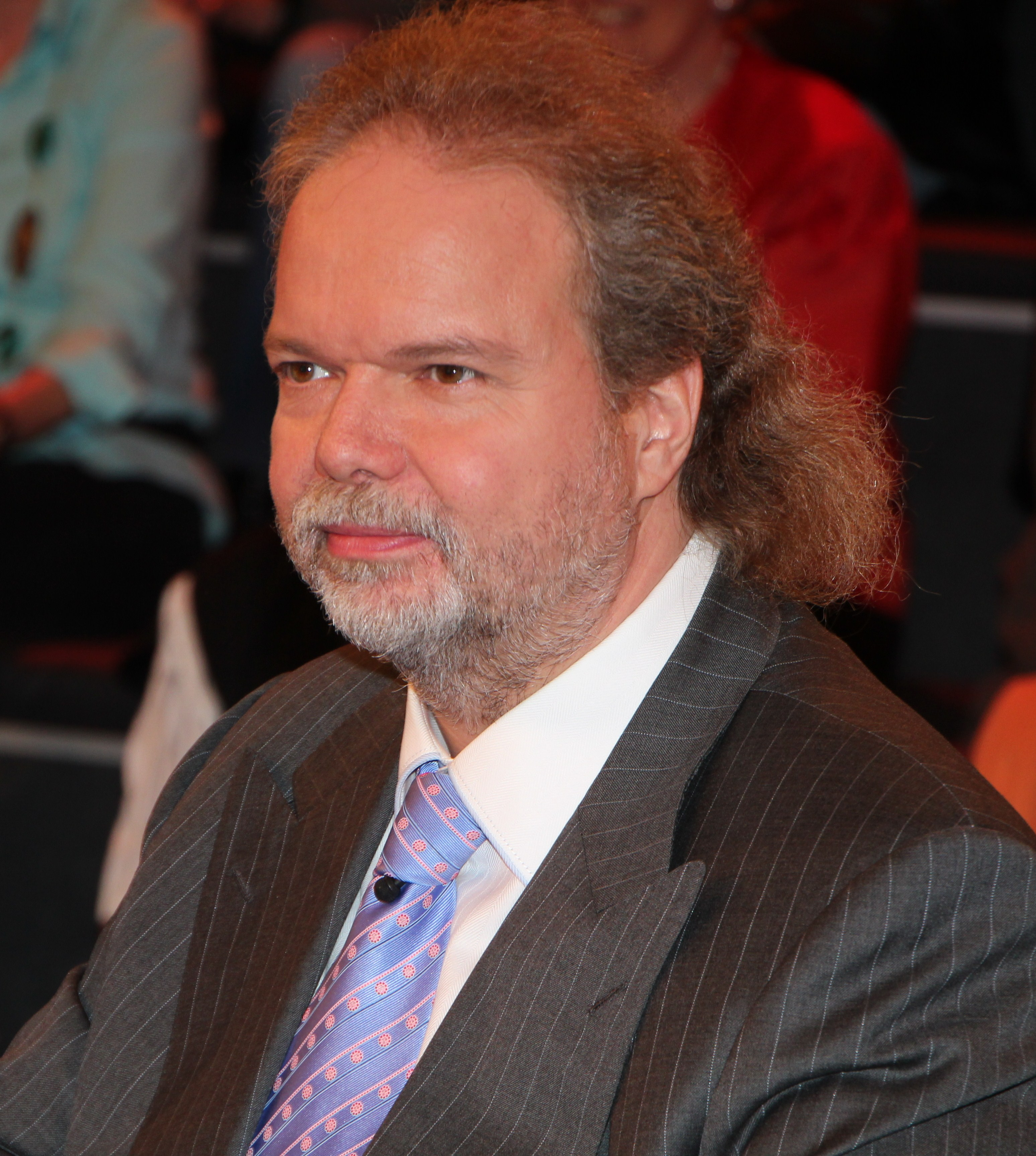
Utz Classen (* 1963)

- 1963: Utz Claassen, deutscher Manager
- 1964: István Hiller, ungarischer Politiker und Historiker
- 1964: Giuseppe Iachini, italienischer Fußballspieler und -trainer
- 1965: Henrik Andersen, dänischer Fußballspieler
- 1965: Norman Whiteside, nordirischer Fußballspieler
- 1965: Owen Hart, kanadischer Wrestler
- 1966: Andrea Tafi, italienischer Radrennfahrer
- 1966: Jörg Neun, deutscher Fußballspieler
- 1967: Oliver Anthofer, österreichischer Behindertensportler
- 1967: Martin Bryant, australischer Massenmörder
- 1967: Michael H.-J. Lips, Schweizer Curlingspieler
- 1968: Rafael Font de Mora, spanischer Tennisspieler
- 1968: Traci Lords, US-amerikanische Schauspielerin
- 1968: Florian Schwarthoff, deutscher Leichtathlet, Olympiamedaillengewinner
- 1968: Tommy Wosch, deutscher Radiomoderator

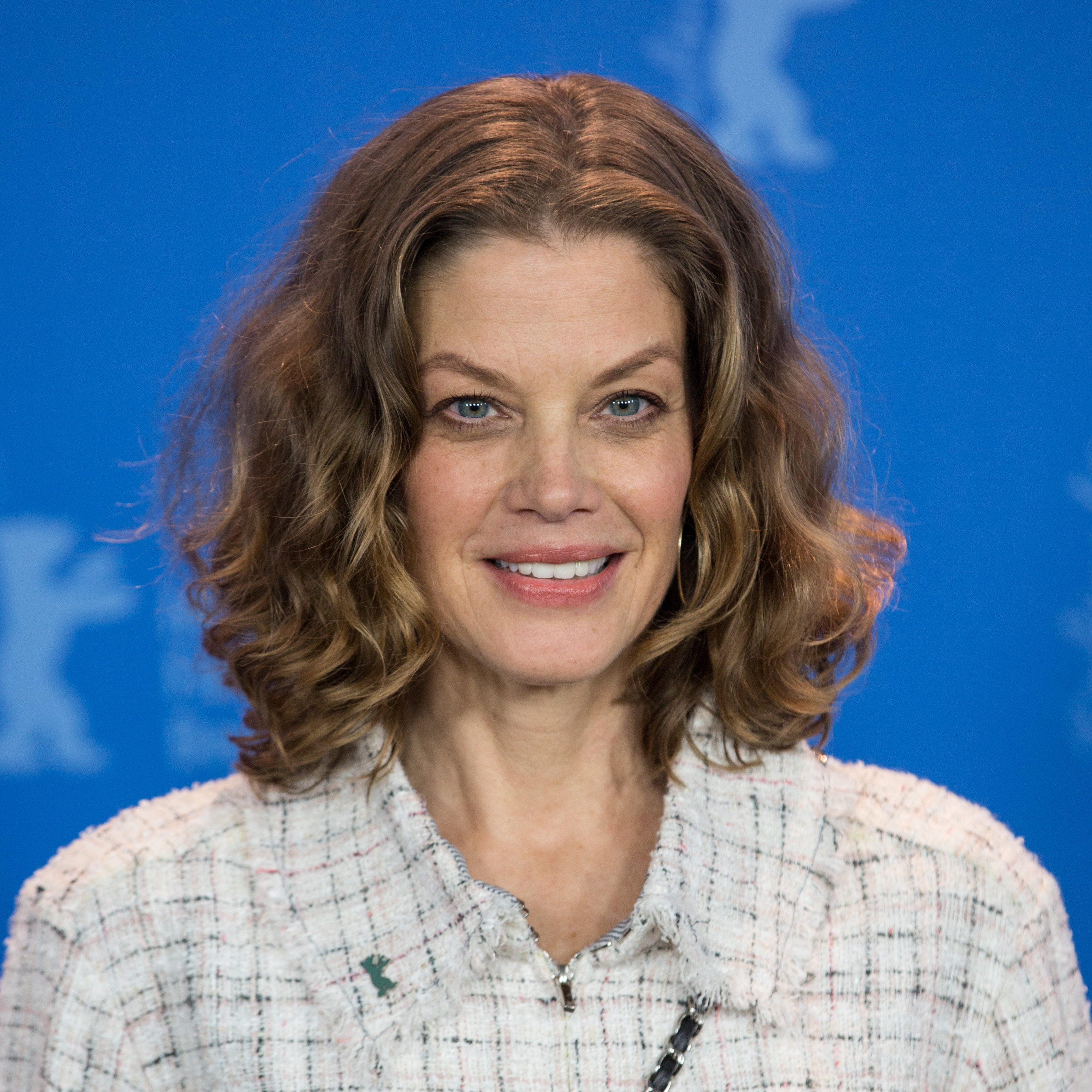
Marie Bäumer (* 1969)

- 1969: Marie Bäumer, deutsche Schauspielerin
- 1969: Eagle-Eye Cherry, schwedischer Sänger
- 1970: Christoph Marzi, deutscher Schriftsteller
- 1970: Ignas Staškevičius, litauischer Unternehmer
- 1971: Harald Christian Strand Nilsen, norwegischer Skirennläufer
- 1971: Ivan Sergei, US-amerikanischer Schauspieler
- 1973: Tomas Antonelius, schwedischer Fußballspieler
- 1973: Jürgen Hasler, liechtensteinischer Skirennläufer
- 1973: Kristian Lundin, schwedischer Musikproduzent und Komponist
- 1973: Paolo Savoldelli, italienischer Radrennfahrer
- 1973: Michael Daub, deutscher Moderator und Sprecher
- 1974: Ben Bostrom, US-amerikanischer Motorradrennfahrer
- 1974: Lynden David Hall, britischer Sänger und Songschreiber
- 1974: Breckin Meyer, US-amerikanischer Schauspieler
- 1975: Árni Gautur Arason, isländischer Fußballtorwart
- 1975: Michael Kretschmer, deutscher Politiker
- 1975: Nicole Sheridan, US-amerikanische Pornodarstellerin
- 1975: Sigfús Sigurðsson, isländischer Handballspieler

#### 1976–2000
- 1976: Thomas Biagi, italienischer Autorennfahrer
- 1976: Ajelet Schaked, israelische Politikerin
- 1976: Borja Schwember, deutscher Komiker und Webvideoproduzent (Doktor Allwissend)
- 1976: Norman Simon, deutscher Autorennfahrer
- 1976: Alison Uttley, britische Schriftstellerin
- 1976: Jana Voosen, deutsche Schauspielerin
- 1977: Ran Oz, israelischer Eishockeyspieler
- 1977: Fabian Schmitz-Herscheidt, deutscher Jurist
- 1977: Roman Týce, tschechischer Fußballspieler
- 1978: Spend Abazi, dänischer Boxer
- 1978: James Carter, US-amerikanischer Leichtathlet

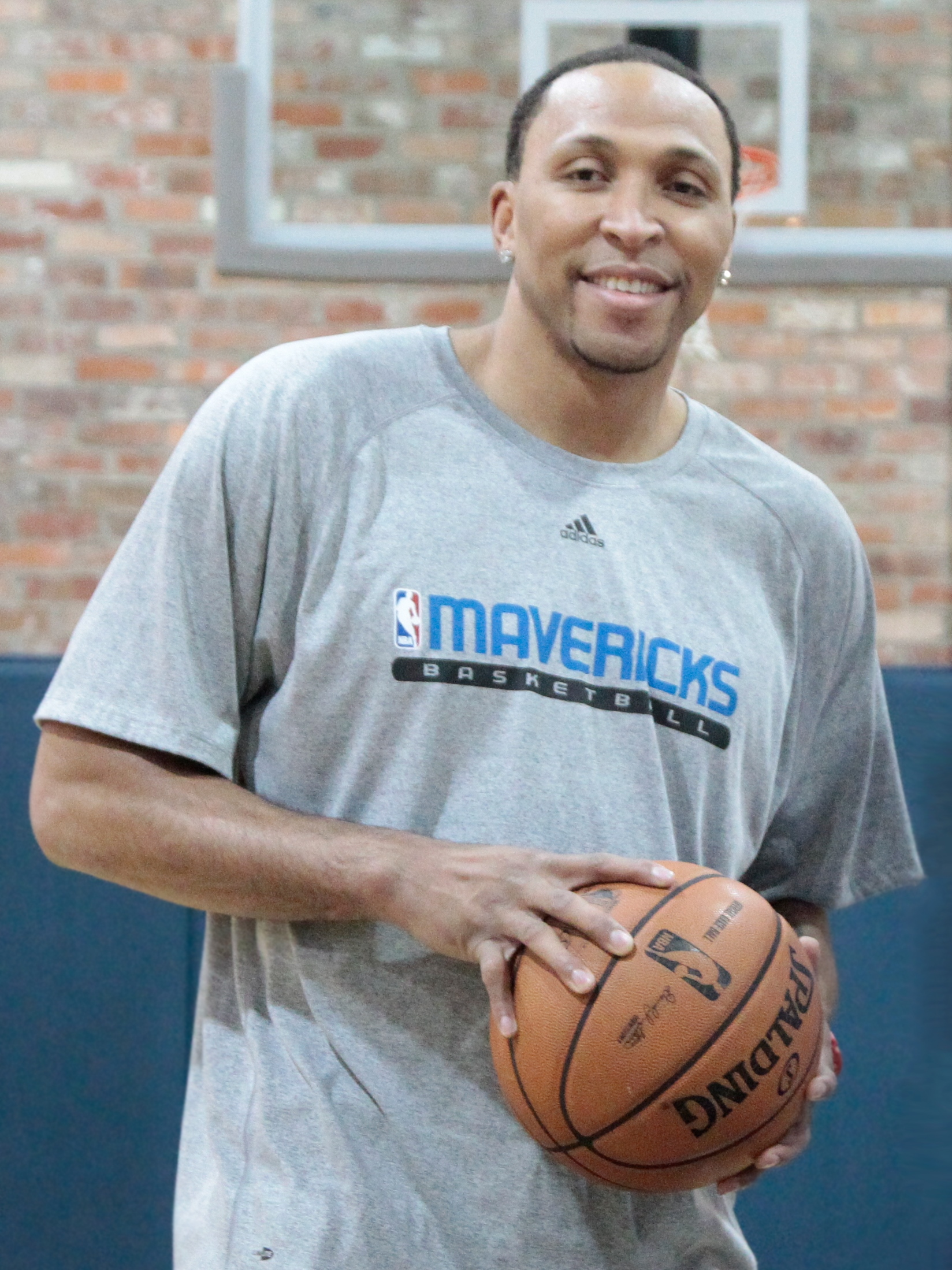
Shawn Marion (* 1978)

- 1978: Shawn Marion, US-amerikanischer Basketballspieler
- 1979: Gareth Cooper, walisischer Rugbyspieler
- 1979: Katie Douglas, US-amerikanische Basketballspielerin
- 1979: Vito Žuraj, slowenischer Komponist
- 1980: Susanna Karawanskij, deutsche Politikerin
- 1981: Mária Kovács, ungarische Boxerin
- 1983: Matthew Amado, kanadisch-portugiesischer Eishockeyspieler
- 1983: Nadja Bobyleva, russisch-deutsche Schauspielerin
- 1983: Marco Galiazzo, italienischer Bogenschütze
- 1983: Arnhild Holmlimo, norwegische Handballspielerin
- 1983: Garry O’Connor, schottischer Fußballspieler
- 1983: Tomasz Pochwała, polnischer Skispringer und Nordischer Kombinierer
- 1983: Julio dos Santos, paraguayischer Fußballspieler
- 1984: Alexander Biber, deutscher Politiker (CDU) und Bürgermeister
- 1985: Bartłomiej Niedziela, polnischer Fußballspieler
- 1985: Tonje Nøstvold, norwegische Handballspielerin
- 1985: David Perel, südafrikanischer Autorennfahrer
- 1985: Milan Purović, serbischer Fußballspieler
- 1986: Zlatko Janjić, deutsch-bosnischer Fußballspieler
- 1986: Jewgeni Sergejewitsch Woronow, russischer Basketballspieler
- 1987: Swjatlana Kudselitsch, belarussische Langstrecken- und Hindernisläuferin
- 1987: Jérémy Ménez, französischer Fußballspieler
- 1987: Jörn Neumeister, deutscher Fußballspieler
- 1987: Stefan Read, kanadischer Skispringer
- 1988: Nathan Burns, australischer Fußballspieler
- 1988: Florian Frowein, deutscher Schauspieler
- 1988: Eino Puri, estnischer Fußballspieler
- 1990: Samira Jakobs, deutsche Synchronsprecherin
- 1991: Emir Dilaver, österreichischer Fußballspieler
- 1991: Daniel Juncadella, spanischer Rennfahrer
- 1991: Élise Pellegrin, französisch-maltesische Skirennläuferin

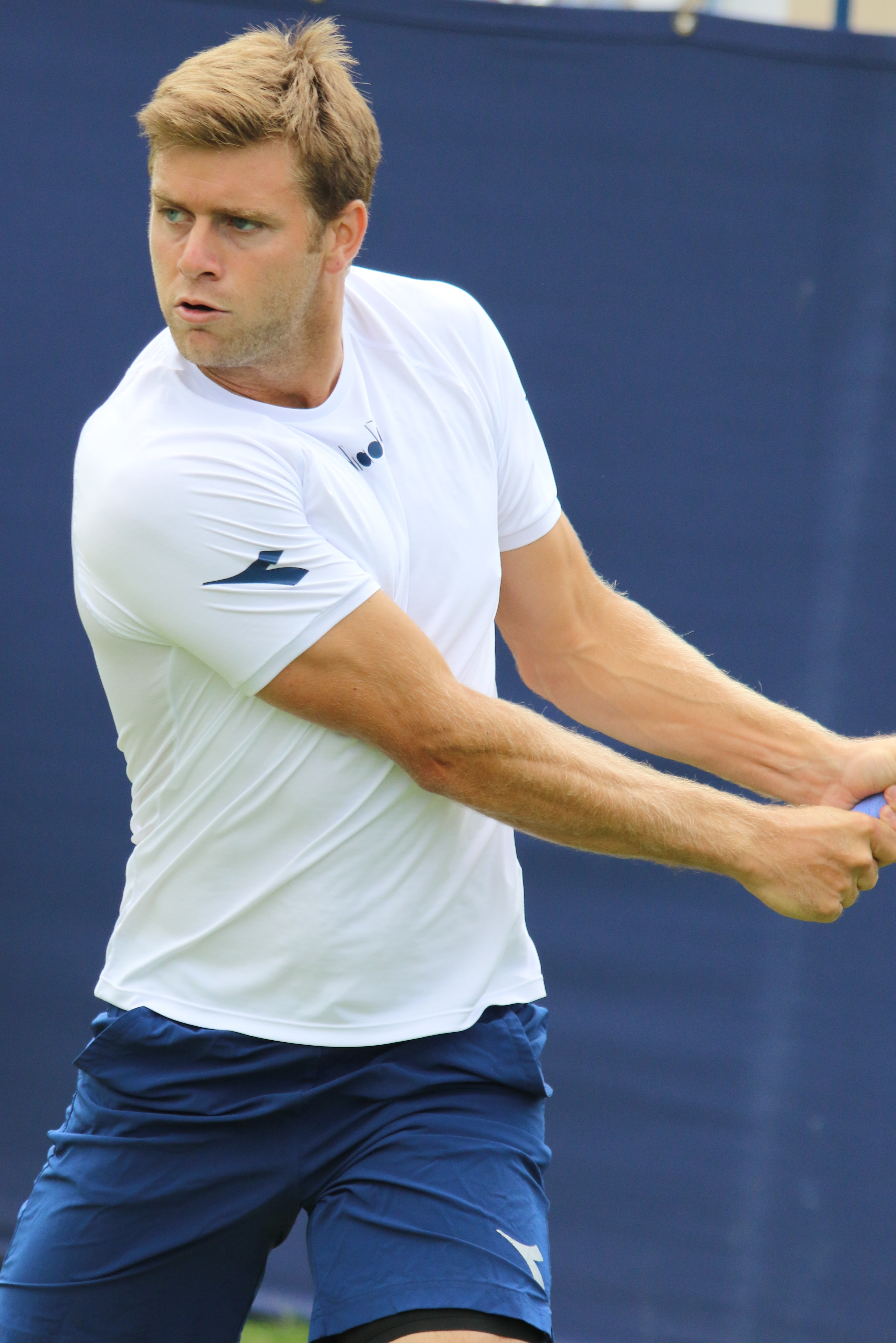
Ryan Harrison (* 1992)

- 1992: Ryan Harrison, US-amerikanischer Tennisspieler
- 1992: Alexander Ludwig, kanadischer Schauspieler
- 1993: Hannah Keane, US-amerikanische Fußballspielerin
- 1993: Yoon Sohui, südkoreanische Schauspielerin
- 1993: Wiktorija Wiktorowna Diwak, russische Handballspielerin
- 1994: Kevin Herbst, deutscher Handballspieler
- 1994: Taylor Wilson, US-amerikanischer Kernforscher
- 1996: Lee Sang-hyeok, südkoreanischer E-Sportler
- 1996: Khari Willis, US-amerikanischer American-Football-Spieler
- 1997: Darja Sergejewna Kassatkina, russische Tennisspielerin
- 1998: Katrin Hirtl-Stanggaßinger, deutsche Skirennläuferin
- 1998: Dani Olmo, spanischer Fußballspieler
- 1998: Jimmy Donaldson, US-amerikanischer Webvideoproduzent
- 1999: Cassidi Hoag, kanadische Schauspielerin

## Gestorben

### Vor dem 16. Jahrhundert
- 0685: Marwan I., Kalif der Umayyaden
- 0721: John von Beverley, Bischof von York
- 0747: Petronax, Abt im Kloster Monte Cassino

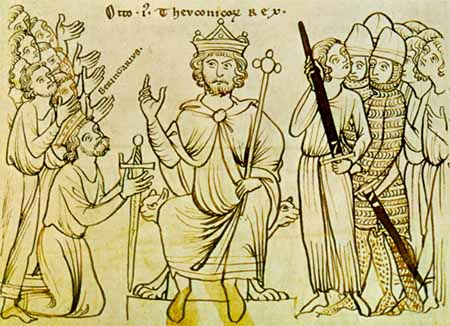
Otto I. († 973)

- 0973: Otto I., „der Große“, ostfränkischer König und erster Kaiser des Heiligen Römischen Reichs
- 1156: Ratibor I., Herzog von Pommern-Schlawe-Stolp
- 1166: Wilhelm I., König von Sizilien
- 1202: Hamelin de Warenne, englischer Adeliger
- 1205: Ladislaus III., König von Ungarn
- 1231: Beatrix II., Pfalzgräfin von Burgund
- 1234: Otto VII., Herzog von Meranien, als Otto II. Pfalzgraf von Burgund und Markgraf von Istrien
- 1234: Kyrill von Konstantinopel, byzantinischer Karmelit, möglicherweise Prior des Karmels auf dem Karmelgebirge
- 1243: Hugh d’Aubigny, 5. Earl of Arundel, englischer Magnat
- 1244: Richard von San Germano, italienischer öffentlicher Notar, Finanzverwalter und Chronist
- 1297: Simon d’Armentières, Kardinal der Katholischen Kirche
- 1306: Primislaus, Herzog von Ratibor
- 1369: Simon II. de Bucy, erster Präsident des französischen Parlements
- 1398: Hermann von Goch, bergischer Adeliger, Kleriker und Geschäftsmann in Köln, wegen Raubritterei enthauptet
- 1429: Friedrich Theis von Thesingen, Bischof von Lavant und von Chiemsee
- 1440: Friedrich der Friedfertige, deutscher Adliger, Markgraf von Meißen, Landgraf von Thüringen
- 1462: Pasquale Malipiero, 66. Doge von Venedig
- 1482: Diether von Isenburg, Erzbischof von Mainz
- 1491: Benoît de Montferrand, Bischof von Coutances und Lausanne

### 16. bis 18. Jahrhundert
- 1508: Nil Sorski, russischer Starez
- 1515: Hans von Hutten, Stallmeister des Herzogs Ulrich von Württemberg
- 1523: Antonio Grimani, 76. Doge von Venedig

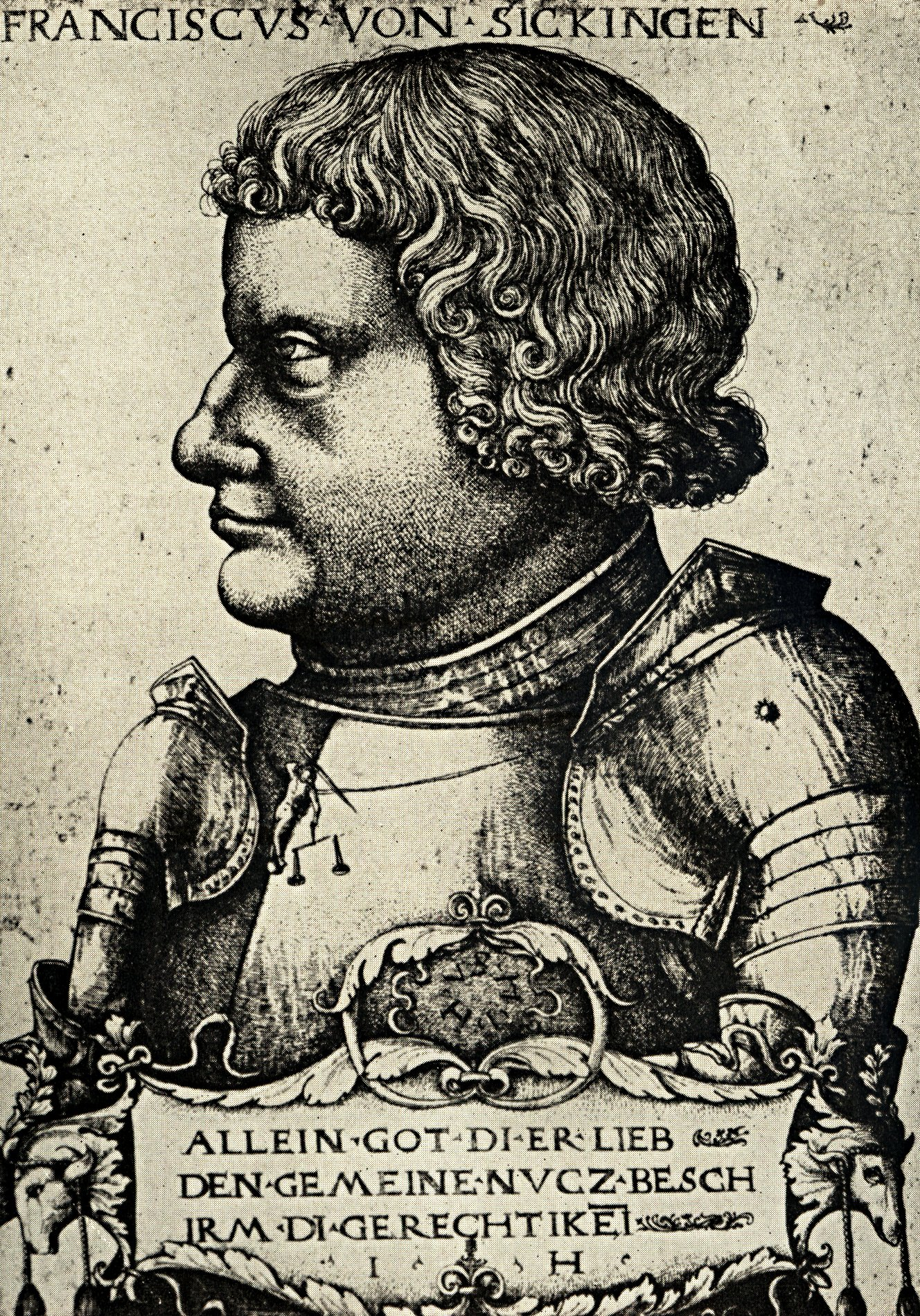
Franz von Sickingen († 1523)

- 1523: Franz von Sickingen, Anführer der rheinischen und schwäbischen Ritterschaft im pfälzischen Ritteraufstand
- 1539: María de Salinas, spanische Adelige und Hofdame Katharinas von Aragón
- 1571: Anton van den Wyngaerde, flämischer Vedutenmaler und Kartograf
- 1586: Georg II., Herzog von Brieg und Wohlau
- 1605: Johann Hermann, deutscher Mediziner
- 1617: David Fabricius, Theologe, Amateurastronom und Kartograf
- 1631: Giovanni Tiepolo, Patriarch von Venedig
- 1640: Heinrich von Ryssel, Leipziger Ratsmitglied und Handelsmann
- 1650: Anton von Ditfurth, Mitglied der Fruchtbringenden Gesellschaft
- 1650: Kanō Naonobu, japanischer Maler
- 1664: Jodocus Caesem, Abt des Klosters Marienfeld
- 1674: Heinrich Wolter von Streversdorf, Weihbischof in Köln und Mainz
- 1682: Fjodor III., Zar von Russland
- 1718: Maria Beatrice d’Este, Königin von England, Schottland und Irland
- 1719: Sebastiano Bombelli, venezianischer Maler
- 1728: Rosa Venerini, italienische katholische Ordensfrau und Heilige
- 1736: John Weldon, englischer Komponist und Organist
- 1738: Heinrich Gottlieb Herbst, deutscher Orgelbauer
- 1746: Thomas Hanmer, 4. Baronet, britischer Politiker und Herausgeber der Werke Shakespeares
- 1750: Gustav Philipp Mörl, deutscher evangelischer Geistlicher und Bibliothekar
- 1758: Caroline von Erbach-Fürstenau, Herzogin und Regentin von Sachsen-Hildburghausen
- 1766: Thomas Arthur de Lally-Tollendal, französischer General
- 1769: Franz Gerhard Wegeler, deutscher Mediziner
- 1773: Christian Gottlieb Ludwig, deutscher Arzt und Botaniker
- 1776: Maria Anna von Bayern, Markgräfin von Baden
- 1793: Pietro Nardini, italienischer Komponist und Geiger
- 1795: Antoine Quentin Fouquier-Tinville, französischer Revolutionär
- 1800: Niccolò Piccinni, italienischer Komponist klassischer Musik
- 1800: Jean-Baptiste Vallin de La Mothe, französischer, vorwiegend in Russland tätiger Architekt

### 19. Jahrhundert
- 1801: Franz Karl Kressel von Gualtenberg, böhmischer Beamter
- 1803: Heinrich Beck, deutscher Schauspieler und Dramatiker
- 1804: Lorenzo Quaglio, italienischer Maler und Architekt
- 1804: Johann Georg Schulthess, Schweizer Geistlicher
- 1805: William Petty, 2. Earl of Shelburne, Premierminister von Großbritannien
- 1806: Heinrich Wilhelm von Huth, dänischer General der Artillerie
- 1817: Étienne André François de Paule Fallot de Beaumont de Beaupré, französischer Bischof
- 1818: Leopold Koželuh, böhmischer Komponist
- 1822: Johann Emanuel Samuel Uhlig, Strumpfwirker und Organist

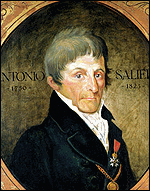
Antonio Salieri († 1825)

- 1825: Antonio Salieri, Komponist, Kapellmeister und Musiklehrer
- 1825: Johann Gabriel von Chasteler, österreichischer General
- 1827: Franz Joseph Märter, österreichischer Botaniker und Naturforscher
- 1836: Norbert Burgmüller, deutscher Komponist
- 1839: José María Heredia, kubanischer Dichter
- 1840: Caspar David Friedrich, deutscher Maler der Romantik
- 1848: Konrad Heinrich Wolf, deutscher Geistlicher
- 1849: Gutle Rothschild, Ehefrau des Bankiers Mayer Amschel Rothschild
- 1864: Simon Karsten, niederländischer klassischer Philologe
- 1873: Salmon P. Chase, US-amerikanischer Politiker
- 1874: Jacques Adolphe Charles Rovers, niederländischer Klassischer Philologe und Historiker
- 1876: Alois Hörbiger, österreichischer Orgelbauer
- 1876: Franz Graf von Pocci, deutscher Zeichner, Radierer, Schriftsteller und Musiker
- 1879: Charles De Coster, belgischer Schriftsteller
- 1883: Gustav Wilhelm Teschner, deutscher Komponist
- 1886: Jenny Bürde-Ney, deutsche Sängerin
- 1887: Adolph Bermpohl, deutscher Navigationslehrer, DGzRS-Gründer
- 1894: Edmond Carré, französischer Fabrikant von Lichtbogenkohlen
- 1895: Alexander von Pape, königlich preußischer Generaloberst der Infanterie
- 1897: Henri d’Orléans, duc d’Aumale, französischer General, Historiker und Kunstsammler

### 20. Jahrhundert

#### 1901–1950
- 1901: Fritze Bollmann, Brandenburger Original
- 1903: Émile Durand, französischer Komponist und Musikpädagoge
- 1904: Peter Hille, deutscher Schriftsteller

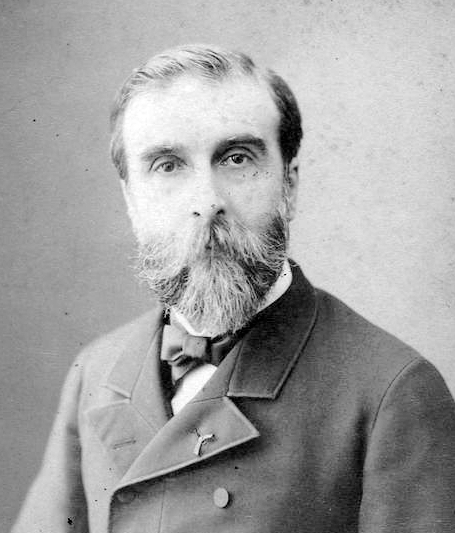
Ludovic Halévy († 1908)

- 1908: Ludovic Halévy, französischer Bühnenautor
- 1909: Joachim Andersen, dänischer Flötist, Dirigent und Komponist
- 1913: Wilhelm Walther, deutscher Künstler
- 1915: Anne Shymer, US-amerikanische Chemikerin
- 1917: Charles Johnson Brooke, zweiter Weißer Raja von Sarawak
- 1921: Max Buchner, deutscher Forschungsreisender
- 1924: Dimityr Blagoew, bulgarischer Politiker und marxistischer Theoretiker
- 1924: Adolf Germann, Schweizer Politiker
- 1925: Teuvo Pakkala, finnischer Schriftsteller
- 1928: Aleksandr Spendiarjan, armenischer Komponist
- 1929: Albert Anselmi, italo-US-amerikanischer Auftragsmörder
- 1932: Roméo Beaudry, kanadischer Komponist, Musikkritiker, -produzent und -verleger
- 1934: Charly Jellen, österreichischer Automobilrennfahrer und Unternehmer
- 1935: Charles Gordon-Lennox, 8. Duke of Richmond, britischer Adliger († 1935)
- 1936: Emil Kränzlein, deutscher Fabrikant und Geheimer Kommerzienrat

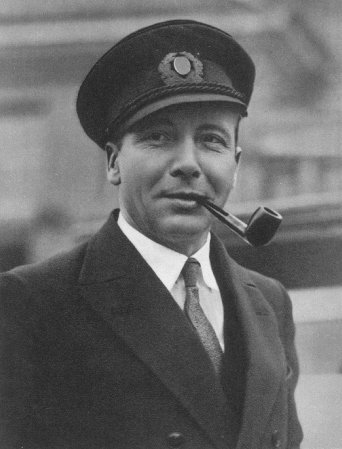
Ernst A. Lehmann († 1937)

- 1937: Ernst A. Lehmann, deutscher Luftschiffkapitän und Zeppelinbauer
- 1937: Edward W. Naylor, englischer Organist, Komponist und Musikpädagoge
- 1937: Alfonso de Silva, peruanischer Komponist
- 1938: Octavian Goga, rumänischer Dichter, Dramenautor und Politiker
- 1941: James George Frazer, englischer Ethnologe
- 1942: Felix Weingartner, österreichischer Dirigent, Komponist und Pianist
- 1943: Keith Birlem, US-amerikanischer American-Football-Spieler und Soldat

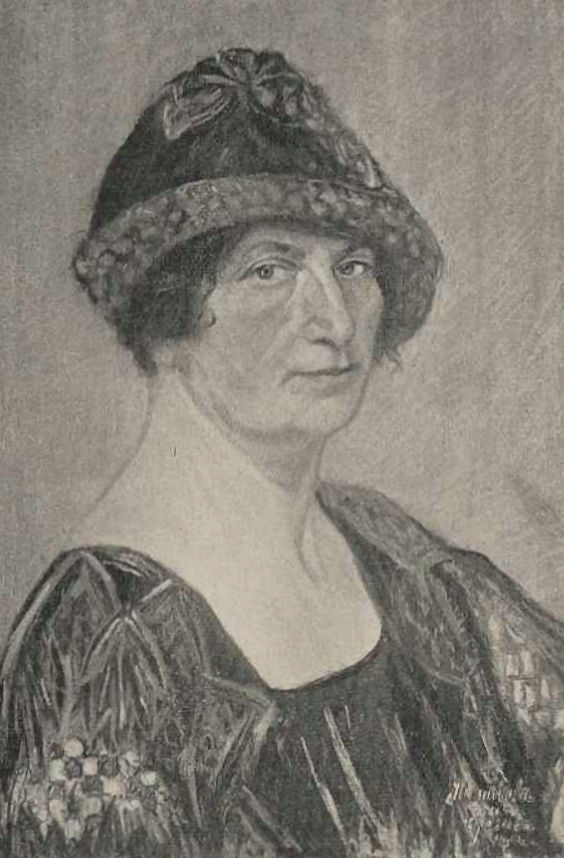
Hendrika van Gelder († 1943)

- 1943: Hendrika van Gelder, niederländische Malerin und Zeichnerin, Holocaustopfer
- 1943: Jakob Hausheer, Schweizer evangelischer Theologe, Sprachwissenschaftler und Hochschullehrer
- 1943: Heinrich Lüders, deutscher Orientalist und Indologe
- 1944: Colomban-Marie Dreyer OFM, französischer Ordensgeistlicher, römisch-katholischer Erzbischof und Diplomat des Heiligen Stuhles
- 1945: Ludwig Anton Adlon, deutscher Hotelier
- 1945: Ernst Otto Horn, deutscher Numismatiker, Kaufmann, Weinküfer, Weingroßhändler, Königlich Sächsischer Hoflieferant und Kunstsammler
- 1946: Hans Löscher, deutscher Schriftsteller und Pädagoge
- 1946: Henri Vielle OFM, französischer Ordensgeistlicher und römisch-katholischer Apostolischer Vikar von Rabat

#### 1951–2000

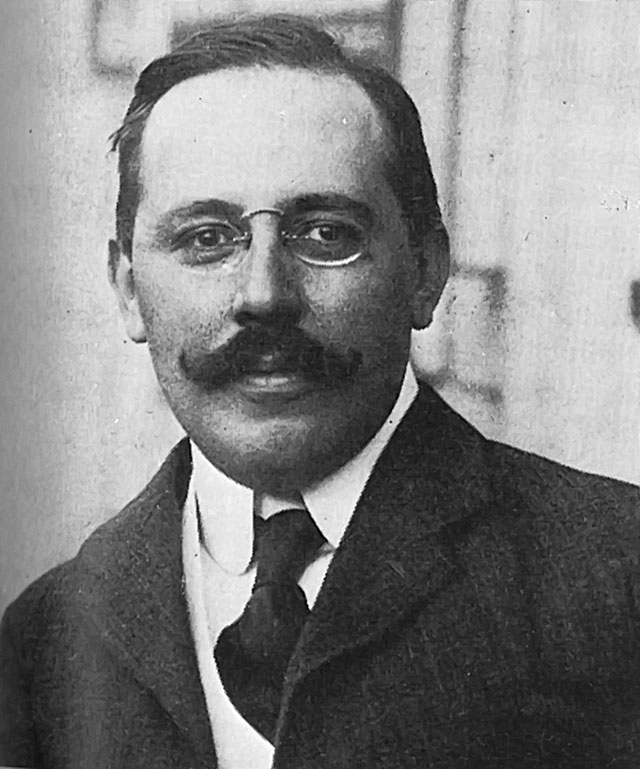
Josef Hoffmann († 1956)

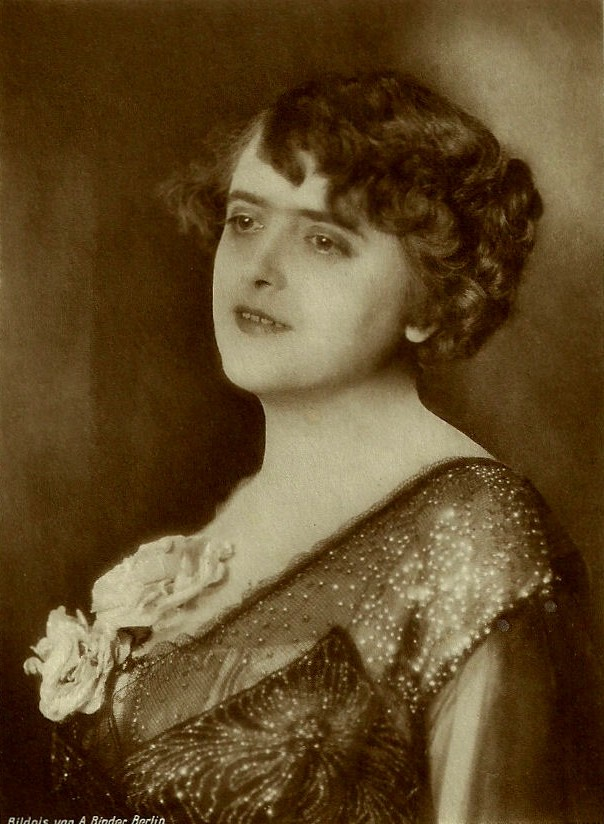
Rosa Porten († 1972)

- 1951: Warner Baxter, US-amerikanischer Schauspieler
- 1952: Alfred La Liberté, kanadischer Komponist, Pianist und Musikpädagoge
- 1954: Richard Müller, deutscher Maler und Grafiker
- 1956: Josef Hoffmann, österreichischer Architekt und Designer, Mitbegründer der Wiener Werkstätte
- 1957: Elisabeth Baumgartner, Schweizer Bäuerin und Verfasserin von Theaterstücken und Hörspielen in Berndeutsch
- 1957: Wilhelm Filchner, deutscher Geophysiker und Forschungsreisender
- 1958: Mihkel Lüdig, estnischer Komponist
- 1961: Jakob Kaiser, deutscher Politiker, Widerstandskämpfer gegen den Nationalsozialismus, MdB, Bundesminister
- 1962: Josef Flegl, tschechischer Komponist, Cellist und Musikpädagoge
- 1963: Theodore von Kármán, ungarisch-amerikanischer Pionier der modernen Aerodynamik und der Luftfahrtforschung
- 1965: Johannes Brüns, deutscher Politiker, MdB
- 1966: Stanisław Jerzy Lec, polnischer Aphoristiker
- 1969: Rudolf Egger, österreichischer Althistoriker und Archäologe
- 1970: Wilhelm Andreae, deutscher Unternehmer
- 1970: Willi Brundert, deutscher Widerstandskämpfer und Kommunalpolitiker
- 1970: Carlos Estrada, uruguayischer Komponist, Dirigent und Musikpädagoge
- 1971: Leo Schwering, deutscher Historiker, Philologe, Gymnasiallehrer und Politiker, MdL
- 1972: Lino Fayen, venezolanischer Unternehmer und Autorennfahrer
- 1972: Ralph Eugene Meatyard, US-amerikanischer Fotograf
- 1972: Rosa Porten, deutsche Schauspielerin, Drehbuchautorin, Filmregisseurin, Pionierin des Stummfilms

Walter von Keudell († 1973)

- 1973: Walter von Keudell, deutscher Forstmann, Jurist und Politiker
- 1973: Chris Tuerlinx, belgischer Autorennfahrer
- 1973: Wolfgang von Welck, deutscher Diplomat
- 1974: Thomas Roch Agniswami, Bischof von Kottar
- 1975: Rex Waite, britischer Luftwaffenoffizier
- 1977: Hendrik Gerard Bungenberg de Jong, niederländischer Chemiker
- 1980: Wadym Homoljaka, ukrainischer Komponist, Musikpädagoge und Schauspieler
- 1980: Adolf Katz, deutscher SS-Offizier und Politiker in der NS-Zeit
- 1981: Oskar Vivell, deutscher Arzt
- 1982: Claudio Barrientos, chilenischer Boxer
- 1983: Peter Edel, deutscher Grafiker und Schriftsteller
- 1983: Roger Camuzet, französischer Unternehmer, Politiker und Autorennfahrer
- 1983: József Romhányi, ungarischer Drehbuchautor, Librettist und Lyriker
- 1984: Gerhard Dabel, deutscher Schriftsteller und Leiter der Dienststelle Kinderlandverschickung bei der Reichsjugendführung
- 1984: Theo Wambeke, belgischer Ruderer
- 1985: Dawn Addams, britische Schauspielerin
- 1985: Luis Arenal Bastar, mexikanischer Künstler

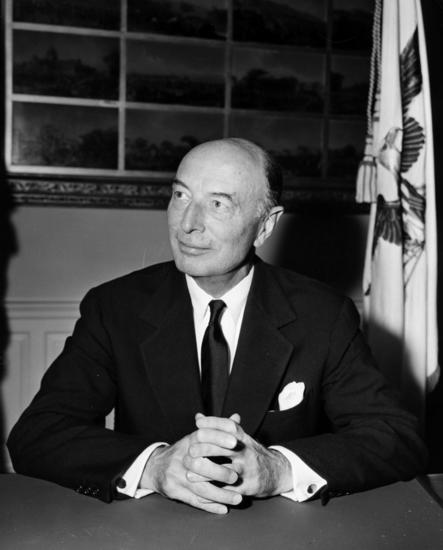
Robert A. Lovett († 1986)

- 1986: Robert A. Lovett, US-amerikanischer Politiker
- 1987: Else Meidner, deutsche Grafikerin und Malerin
- 1987: Karl Schuke, deutscher Orgelbauer
- 1987: Miroslav Venhoda, tschechischer Chordirigent
- 1988: Herbert Arndt, deutscher Jurist und Richter
- 1988: Conny Freundorfer, deutscher Tischtennisspieler
- 1988: Yamamoto Kenkichi, japanischer Literaturwissenschaftler
- 1989: Werner Hahlweg, deutscher Militärhistoriker und Militärwissenschaftler
- 1990: Andreas von Jugoslawien, Bruder des letzten Königs von Jugoslawien
- 1991: Hans Bender, deutscher Psychologe
- 1991: Wolfgang Reichmann, deutscher Schauspieler
- 1991: István Zsolt, ungarischer Fußballschiedsrichter
- 1991: Kurt Zube, deutscher Autor, Verleger
- 1992: Hans Oesch, Schweizer Musikwissenschaftler
- 1993: Hap Sharp, US-amerikanischer Autorennfahrer
- 1994: Ataka Eiichi, japanischer Unternehmer
- 1994: Chaim Bar-Lew, israelischer Generalstabschef

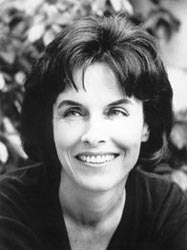
María Luisa Bemberg († 1995)

- 1995: María Luisa Bemberg, argentinische Drehbuchautorin, Film- und Theaterregisseurin
- 1997: Siegfried Theodor Arndt, deutscher Pfarrer
- 1998: Allan McLeod Cormack, südafrikanisch-US-amerikanischer Physiker, Nobelpreisträger
- 1999: Schalom Ben-Chorin, israelischer Schriftsteller
- 2000: Douglas Fairbanks junior, US-amerikanischer Schauspieler

### 21. Jahrhundert

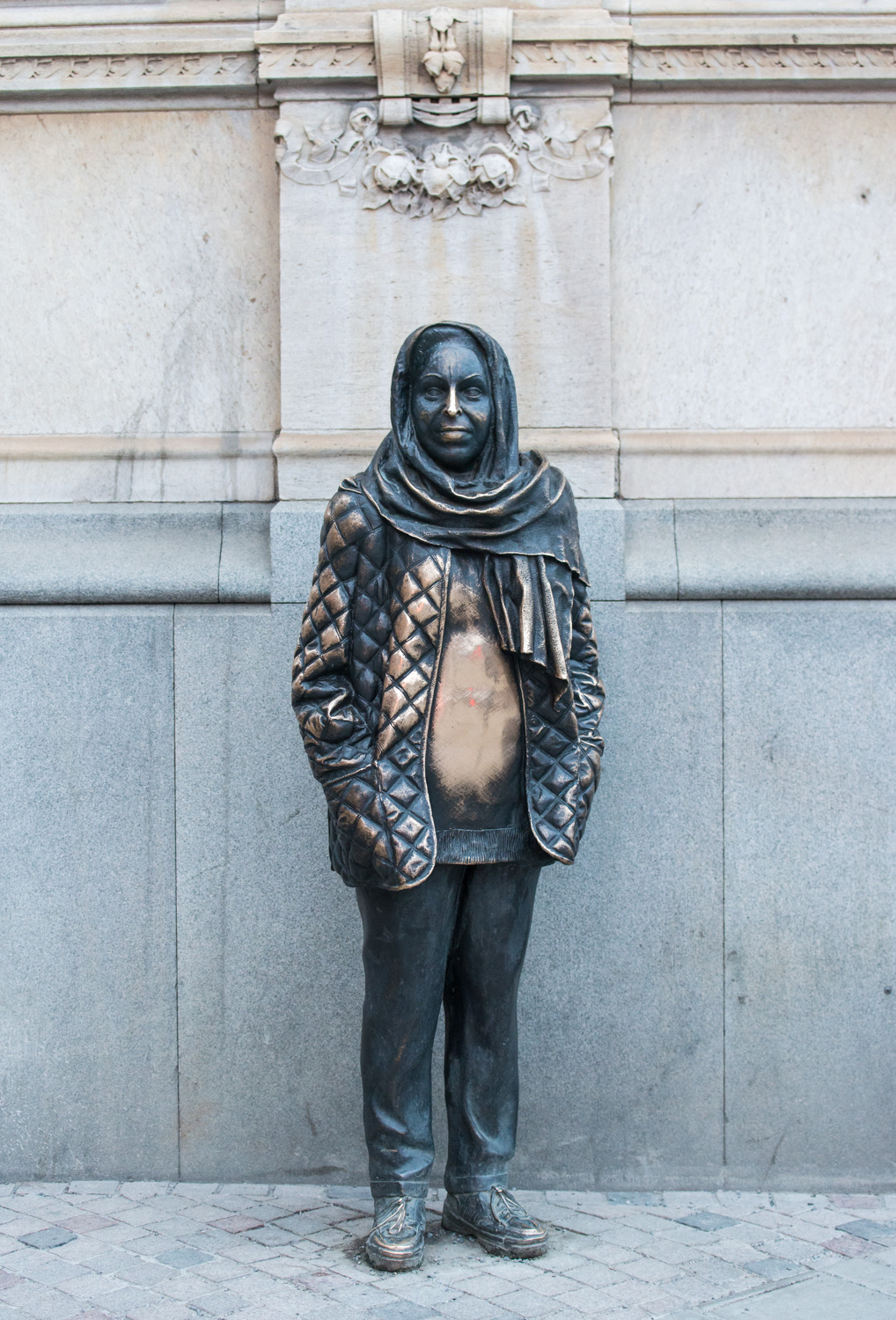
Margaretha Krook († 2001)

- 2001ː Margaretha Krook, schwedische Schauspielerin
- 2001: Elisabeth Reichelt, deutsche Kammersängerin und Koloratursopranistin

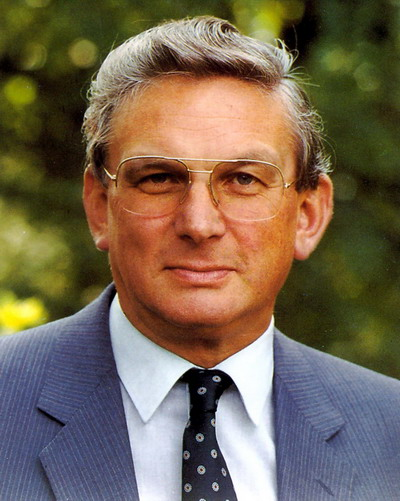
Horst Waffenschmidt († 2002)

- 2002: Horst Waffenschmidt, deutscher Politiker
- 2004: Julia Boenisch, deutsche Journalistin und Autorin
- 2004: Volker Gwinner, deutscher Komponist und Organist
- 2005: Tristan Egolf, US-amerikanischer Schriftsteller
- 2005: Jean Carrière, französischer Schriftsteller
- 2006: Steve Bender, deutscher Sänger
- 2006: Jan Simons, kanadischer Sänger und Gesangspädagoge
- 2007: Isabella Blow, britische Journalistin und Mäzenatin
- 2007: Hartwig Ammann, deutscher Pastor und Heimatforscher
- 2009: Egmont Lüftner, österreichischer Musikmanager
- 2009: Tony Marsh, britischer Autorennfahrer
- 2010: Peter Acht, deutscher Diplomatiker und Historiker
- 2010: Francisco Aguabella, kubanischer Latin Jazz-Schlagzeuger und Perkussionist
- 2010: Solomon Konstantinowitsch Apt, russischer Übersetzer
- 2011: Johnny Albino, puerto-ricanischer Bolerosänger
- 2011: Severiano Ballesteros, spanischer Profigolfer

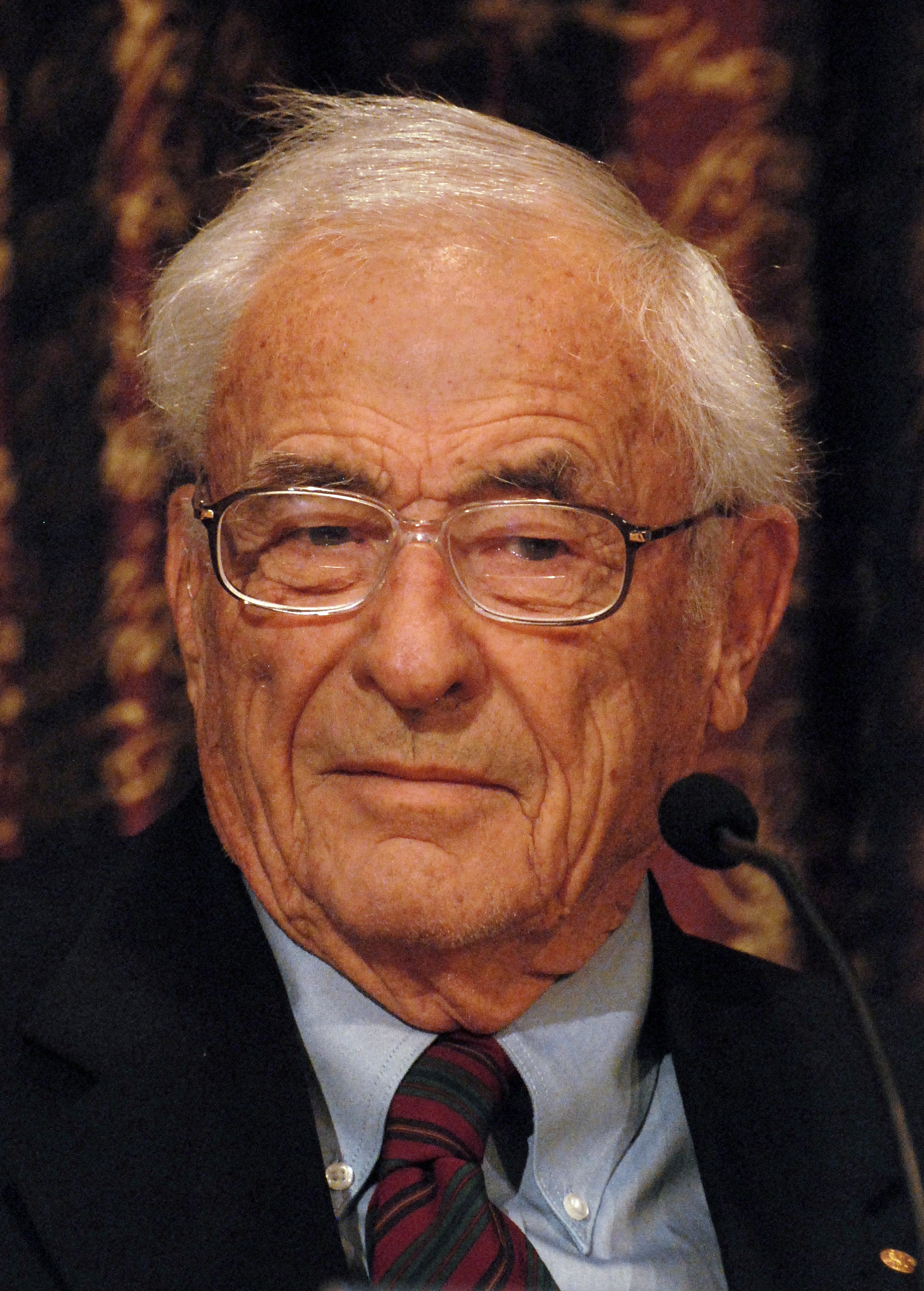
Willard Boyle († 2011)

- 2011: Willard Boyle, kanadischer Physiker, Nobelpreisträger
- 2013: Ray Harryhausen, US-amerikanischer Animator und Tricktechniker
- 2013: Ferruccio Mazzola, italienischer Fußballspieler und -trainer
- 2014: Nazım Kıbrısi, zyprischer Sufi-Lehrer
- 2014: Elaine Sturtevant, US-amerikanische Künstlerin
- 2015: Samuel Edwards, britischer Physiker
- 2015: Thomas Engel, deutscher Regisseur
- 2016: Fernando Álvarez de Miranda, spanischer Politiker
- 2016: Gonzalo López Marañón, spanischer Bischof
- 2017: Beppo Mauhart, österreichischer Manager und Fußballfunktionär
- 2017: Wu Wenjun, chinesischer Mathematiker
- 2018: Juliane Korén, deutsche Schauspielerin
- 2018: Ermanno Olmi, italienischer Filmregisseur
- 2019: Friedrich Hänssler junior, deutscher Theologe, Musikwissenschaftler und Verleger
- 2019: Georg Katzer, deutscher Komponist
- 2019: Fritz Novotny, österreichischer Musiker
- 2020: Jacques Reymond, Schweizer Skitrainer
- 2021: Jegor Ligatschow, sowjetischer Politiker, Mitglied des Politbüros der KPdSU
- 2021: Pál Gömöry, ungarischer Regattasegler
- 2022: Horst Berg, deutscher Fußballspieler
- 2022: Adel al-Mulla, katarischer Fußballspieler
- 2022: Jürgen Blin, deutscher Schwergewichtsboxer
- 2023: Grace Bumbry, US-amerikanische Sängerin
- 2023: Soňa Červená, tschechische Opernsängerin
- 2024: Helen Mary Hill, australische Soziologin
- 2024: Barbara Stauffacher Solomon, US-amerikanische Landschaftsarchitektin und Grafikdesignerin
- 2025: Joe Don Baker, US-amerikanischer Schauspieler

## Feier- und Gedenktage
- Kirchliche Gedenktage
  - Otto I. (HRR), römisch-deutscher Kaiser (evangelisch)
  - Hl. Domnius von Split, syrischer Märtyrer und Bischof (katholisch)
  - Carl Ferdinand Wilhelm Walther, deutsch-amerikanischer Pastor und Theologe (evangelisch: LCMS)
- Namenstage
  - Alexei, Gisela, Silke

Weitere Einträge enthält die Liste von Gedenk- und Aktionstagen.